# Léonard Hubert Zeyen
Vous lisez un « bon article » labellisé en 2025.
Pour les articles homonymes, voir Zeyen.
Léonard Hubert Zeyen, né le 29 mars 1840 à Schimmert (Pays-Bas) et mort le 21 février 1907 à Liège (Belgique), est un photographe belge. 
Se livrant à la photographie en amateur depuis 1859, Hubert Zeyen ouvre son premier studio en 1868 à Liège. Le succès est rapidement au rendez-vous grâce à des commandes d'envergure, comme les quelque deux cents photographies qu'il réalise des employés de la société minière La Vieille-Montagne, aux relations d'amitié qu'il noue avec de nombreux artistes, intellectuels et notables locaux qui font de lui le photographe attitré de « l'intelligentsia liégeoise » et aux innovations techniques qu'il est souvent le premier à utiliser à Liège, voire en Belgique dans certains cas. Il est l'un des principaux promoteurs de l'Association belge de Photographie, dont il est membre depuis la création en 1874 jusqu'à son décès en 1907. 
Doté d'un solide sens de l'humour et capable de jouer habilement sur les apparences, il démontre une conscience très claire et en même temps très ludique de l'image qui lui permet d'échapper aux codes photographiques dominants de l'époque. Auteur principalement de portraits individuels et de groupe, il réalise aussi des autoportraits, seul ou à côté de ses amis, et quelques prises de vue de paysages, comme lors d'un voyage en ballon en 1886. Il est considéré comme « le plus célèbre portraitiste liégeois durant le dernier tiers du XIXe siècle ».

## Biographie

### Entourage familial
Léonard Hubert Zeyen, ou Zeijen selon son acte de naissance, né le 29 mars 1840 à Schimmert aux Pays-Bas, est le fils de Jan Pieter Zeijen (Jean Pierre Zeyen), cultivateur, et Maria Joanna Stevens (Marie Jeanne Stevens),. 

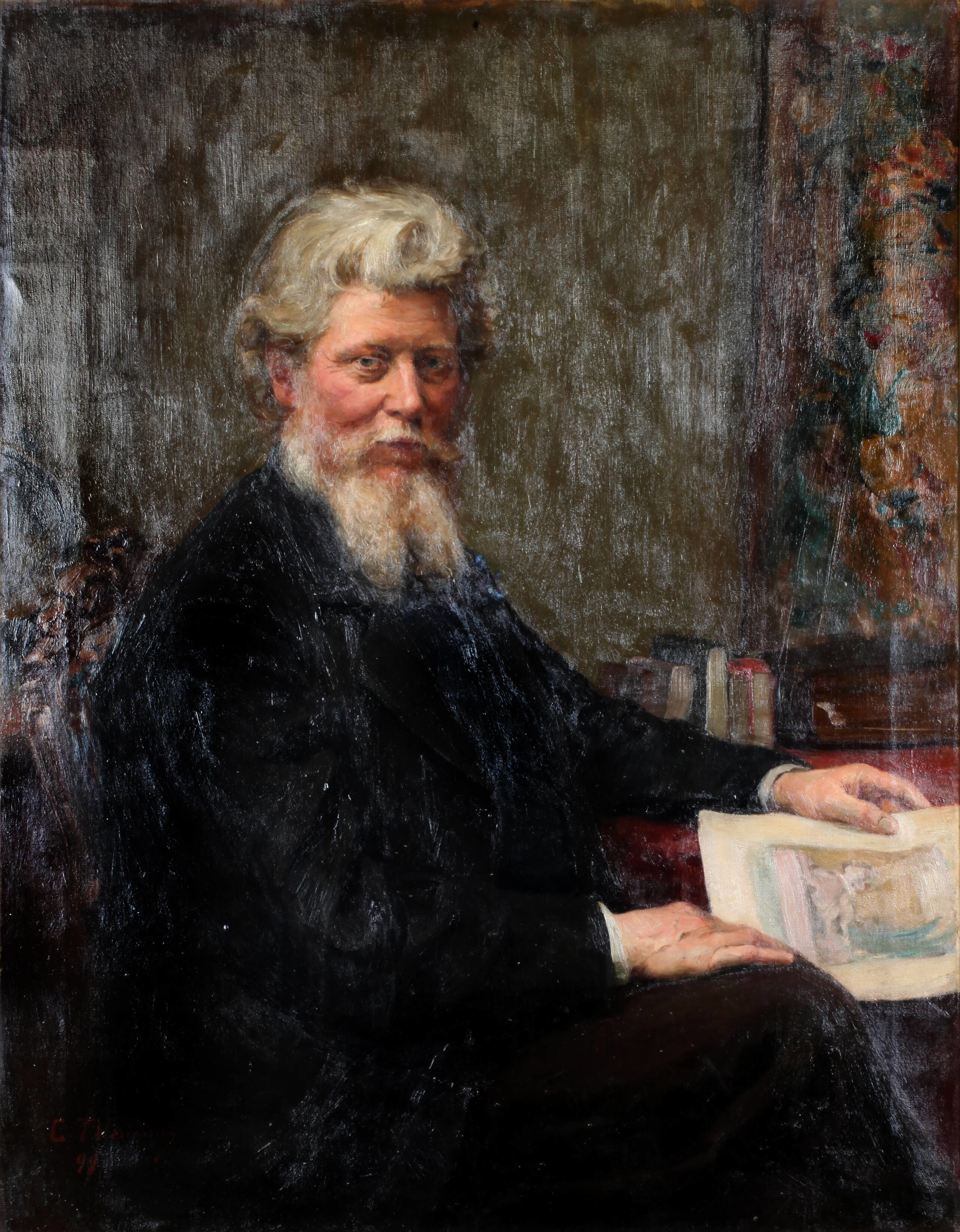
Charles Theunissen, Portrait du photographe Hubert Zeyen, 1899 (peinture à l'huile ;), Liège, musée de la Vie wallonne.

En octobre 1862, il épouse à Liège Marie Jeanne Hubertine Dullens, née en 1829 et veuve d'un marchand de chandelles de la rue Saint-Séverin depuis octobre 1861. Lorsqu'elle épouse Hubert Zeyen, elle a déjà quatre fils de son premier mariage (novembre 1853), dont Jean Joseph (1855-1883), et Jean Isidore (né en 1857), alors que Jean-Mathieu (1854-1857), et Jean Baptiste (1859-1860), sont morts en bas âge. 
Le couple a cinq enfants, dont Martine, née en 1864 et qui épouse Ghisbert Albert Hubert Faucon, ingénieur civil, en 1893, ; Eugénie Catherine née en 1868 et qui épouse Georges Louis Joseph Charles Clermont, docteur en médecine, en 1892, ; et trois garçons qui décèdent alors qu'ils sont à peine âgés de quelques mois ; Jean Pierre en 1863,, Pierre Hubert en 1867 et Hubert Joseph en 1872,. L'épouse du photographe décède quelques semaines après la naissance d'Hubert Joseph en mai 1872,. 
Léonard Hubert Zeyen, quant à lui, meurt des suites d'une longue maladie le 21 février 1907 à Liège,.

### Carrière

#### Le studio de la rue Saint-Séverin et les portraits de la Vieille-Montagne
Le 1er avril 1868, Léonard Hubert Zeyen ouvre son studio de photographie au no 104 de la rue Saint-Séverin à Liège,. Le studio est situé dans le grenier du commerce de chandelles dont il s'occupe depuis son mariage en 1862. Passionné de photographie, il s'y adonne en amateur depuis 1859, comme le rappelle un article du journal La Meuse narrant l'inauguration du studio : 

« M. Zeyen est un jeune homme qui, depuis longtemps, s'applique avec ardeur à l'art de la photographie, mais en amateur, en artiste, pour le plaisir de trouver la solution d'une difficulté. Peu à peu, ses efforts l'amenèrent à des résultats de plus en plus remarquables. Ses amis, frappés de la vigueur et de la netteté des épreuves qu'il obtenait, l'engagèrent, à plusieurs reprises, à ouvrir un atelier. Mais le jeune opérateur se montrait plus difficile ; il ne croyait pas que le moment fût venu ; il voulait se présenter au public armé de pied en cap, avec des résultats qui devaient le placer d'emblée à la hauteur de ses devanciers. »

L'auteur de l'article remarque également « qu'il n'a fallu que quelques jours pour que le public lui décernât son brevet de maître » et que « la vogue a, du premier bond, atteint le jeune photographe ».

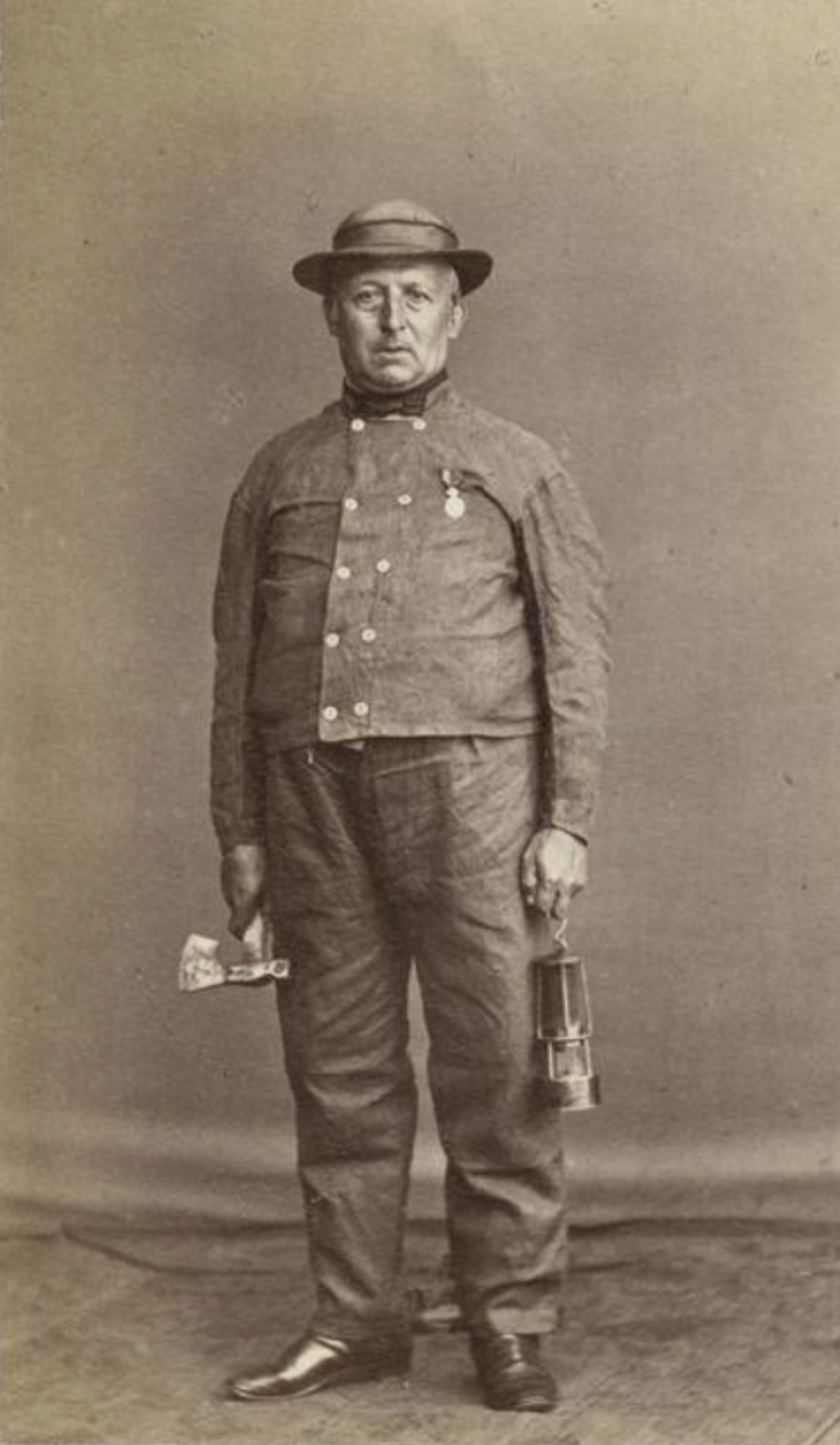
Henri Clavier, chef mineur sur le site de Valentin-Cocq de la société Vieille-Montagne, 1868 (épreuve photographique sur papier ;), Liège, maison de la métallurgie et de l'industrie.

La même année, il reçoit une commande, unique alors dans le contexte belge, pour une série de portraits de l'ensemble des travailleurs de la société minière La Vieille-Montagne,,,. L'entreprise, leader mondial de l'industrie du zinc à cette époque, décide d'organiser une campagne photographique à travers ses sites liégeois, allemands, français et suédois. Pour ce faire, elle engage plusieurs photographes dont Léonard-Hubert Zeyen pour les sites de la région liégeoise et Eugène Westendorp pour les sites de Prusse et de Moresnet.
Parmi les deux cents portraits que le photographe liégeois effectue, quatre-vingt-cinq sont d'ouvriers avec leurs outils et vingt-cinq sont des portraits de groupe pris dans l'usine. Un ensemble complet de ces photographies, qui sont les « premières représentations ouvrières par des photographes de la seconde moitié du XIXe siècle », est conservé à la maison de la métallurgie et de l'industrie de Liège,.

#### Le photographe de«l'intelligentsia liégeoise»
Zeyen acquiert rapidement « une solide réputation de portraitiste, notamment grâce à ses agrandissements à la lumière électrique qui le font connaître dans les expositions nationales et internationales », mais aussi grâce aux relations d'amitiés qu'il tisse dès les années 1870 avec de nombreux artistes, intellectuels et notables, « constituant ainsi une sorte de galerie contemporaine de l’intelligentsia liégeoise ». 

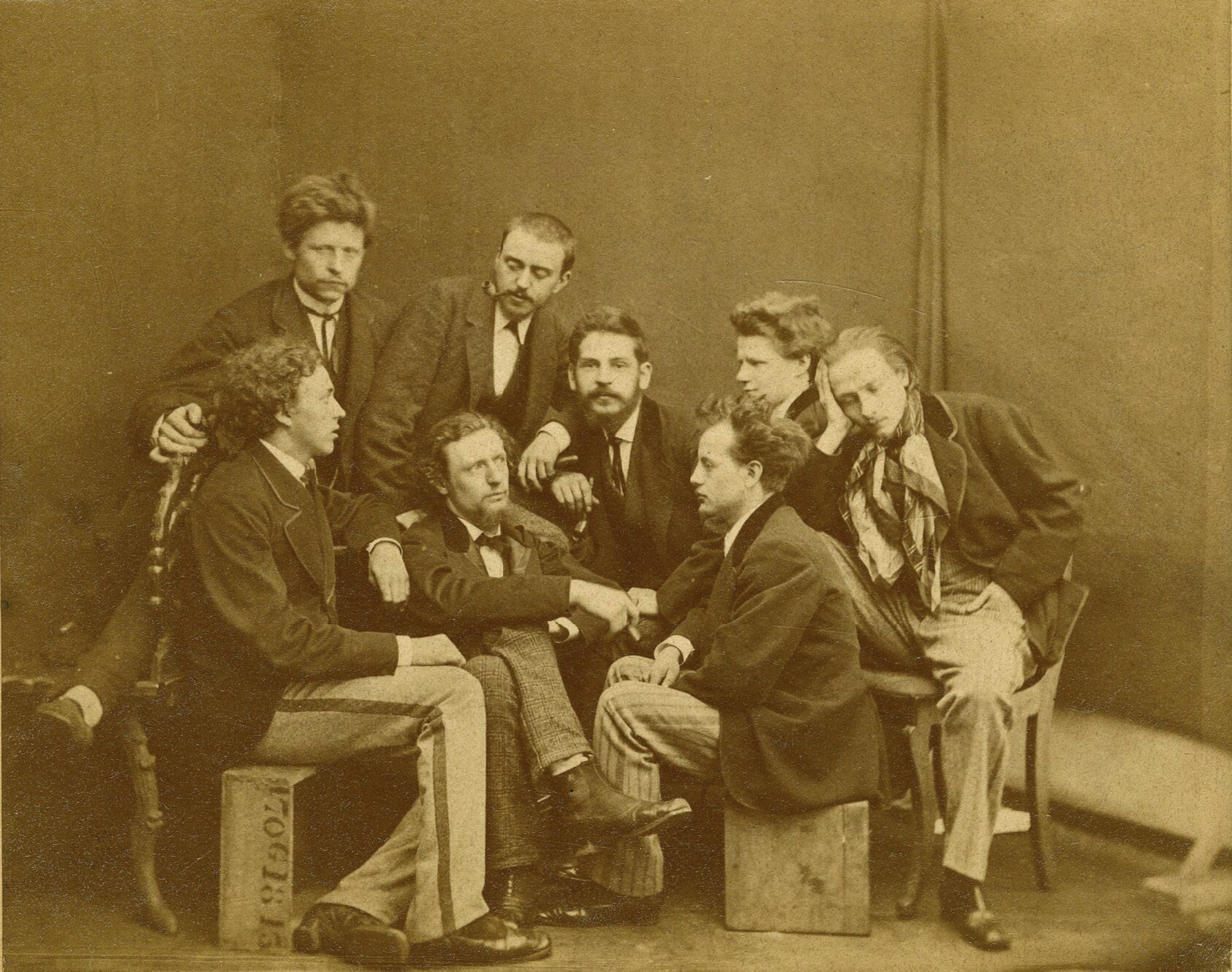
Portrait de groupe réunissant Henri Laport, Adrien de Witte, Auguste Lemouche, Léon Mignon et Léonard-Hubert Zeyen, vers 1870 (tirage argentique monochrome sur papier ;), Liège, musée de la Vie wallonne.

Il fréquente et photographie en plus d'une occasion les artistes peintres Adrien de Witte, Armand Rassenfosse, François Namur, Henri Berchmans, le professeur Edmond Devos, le sculpteur Léon Mignon, l'armurier Henri Laport, le collectionneur Antonin Terme, Jules Lucien, dit Julien, Rémont (fils de l'architecte Julien-Étienne Rémont) et, dès 1873, le graveur et illustrateur namurois Félicien Rops,. 

Au cours de sa carrière, il réalise aussi des photographies de l'architecte Edmond Jamar, du gouverneur de la province de Liège Léon Pety de Thozée, du linguiste Jean Haust, de l'homme d'État et entomologiste Edmond de Sélys Longchamps, du sculpteur et directeur de l'Académie royale des beaux-arts de Liège à partir de 1880, Prosper Drion, du poète et dramaturge Édouard Remouchamps, de l'éditeur et imprimeur Auguste Bénard, du médecin, entomologiste et photographe amateur Ernest Candèze, de l'ingénieur des mines et directeur général de la Compagnie royale asturienne des Mines Jules Hauzeur, du collectionneur et président de l'Institut archéologique liégeois Édouard Brahy-Prost, de l'homme politique Ernest Mahaim, du physicien, géologue, paléontologiste, minéralogiste et professeur à l'université de Liège Gustave Dewalque, mais aussi de plusieurs artistes peintres féminines comme Pauline Jamar, Catherine van Marcke-Demany (seconde épouse d'Édouard van Marcke) et Léonie Mottart-van Marcke (fille des précédents).

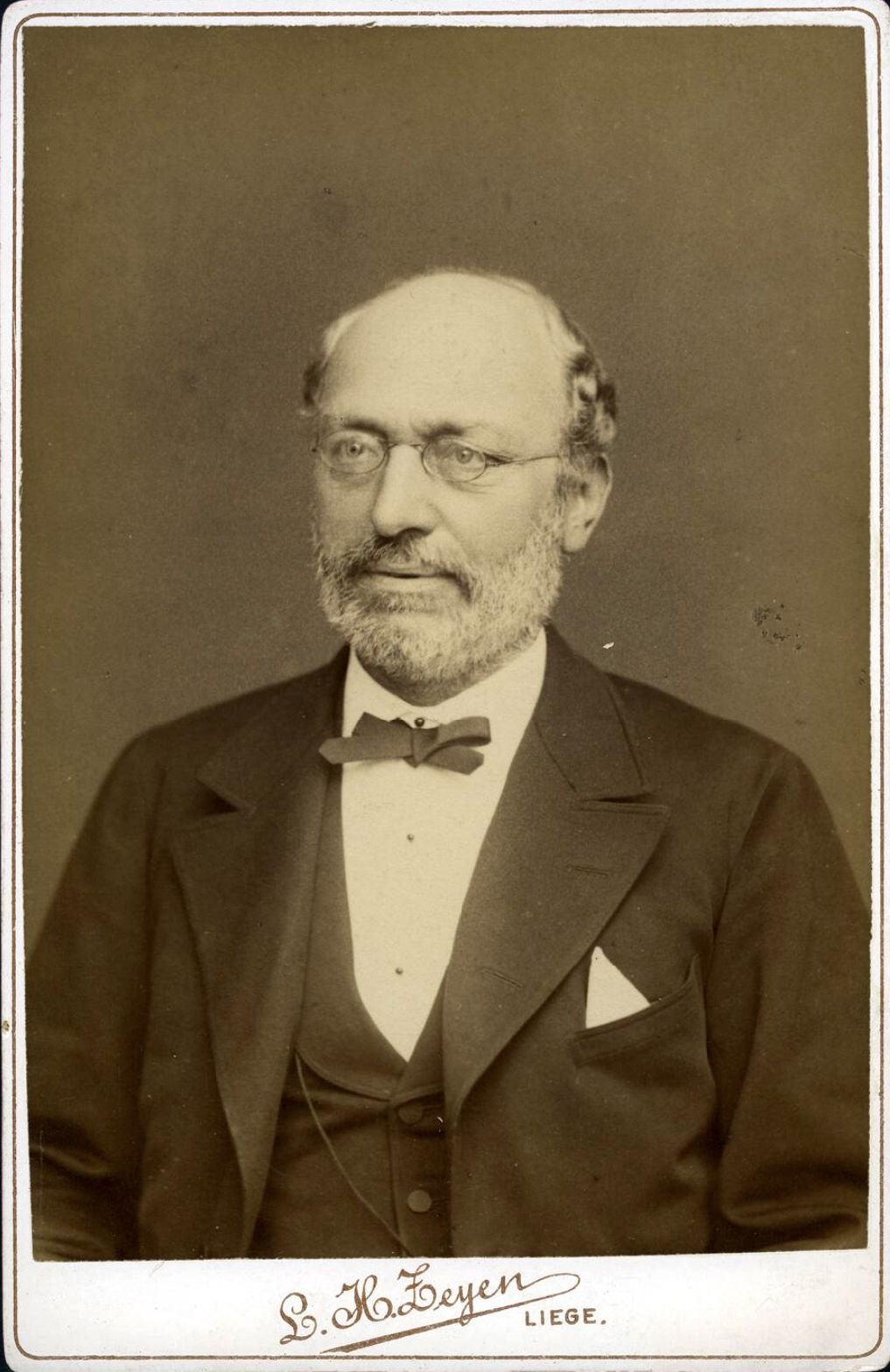
Portrait de Jules Hauzeur, 12 août 1887 (tirage argentique monochrome sur papier ;), Liège, musée de la Vie wallonne.

 Zeyen est considéré comme « le plus célèbre portraitiste liégeois durant le dernier tiers du XIXe siècle » et « il est un peu, mutatis mutandis, le Nadar liégeois, en moins célèbre et moins prétentieux, même si son œuvre est loin de valoir celle du maître ».

#### L'Association belge de Photographie
En 1873, il est envoyé par le gouvernement à l'Exposition universelle de Vienne et rédige un rapport, dans lequel il constate que « la Belgique reste en arrière en photographie », retard qui est provoqué, selon lui, par un « manque d'émulation » dû à plusieurs facteurs :
- l’absence d’association de photographes amateurs en Belgique. Hubert Zeyen observe « qu'il existe, dans d'autres pays, des associations de photographes amateurs qui travaillent avec zèle au progrès de l'art. Les résultats obtenus en Angleterre, en Amérique, en Allemagne, à Marseille prouvent l'utilité de pareilles sociétés. Ce sont elles qui favorisent et permettent la recherche d'applications nouvelles, et nous leur devons la plupart des perfectionnements réalisés depuis quelque temps »[53] ;
- le manque d'expositions spéciales organisées sous la direction du gouvernement qui sont consacrées à la photographie. Il remarque que, « dans d'autres pays, la photographie occupe une place dans les expositions artistiques, tandis qu'elle reste, en Belgique, exclue de ces solennités, où l'émulation stimule les efforts individuels »[53] ;
- la faible production de matériel technique de photographie en Belgique. Il regrette que « les éléments nécessaires au photographe lui viennent encore de l'étranger et qu'il n'existe pas, en Belgique, une seule fabrique qui s'occupe des papiers albuminés, des cartons, des appareils, ni des objectifs »[54].

Ce rapport va « insuffler à quelques photographes amateurs l’impulsion nécessaire » pour créer, principalement grâce à l'initiative d'Ernest Candèze, le 17 mai 1874 à Bruxelles, l'Association belge de Photographie, dont la première section locale s’ouvre à Liège le 17 juin. Parmi les membres fondateurs de l'association à Liège on trouve Ernest Candèze, Walter Damry, le Baron Adrien de Wittert, Auguste Florenville, Léon Laoureux, Jules Martiny, Guillaume Oury, Pierre Raufaste et Léonard Hubert Zeyen. La création de l'association va permettre durant les vingt années suivantes l'émulation désirée par Zeyen, même si elle sera surtout effective sur le plan scientifique et moins sur le plan artistique. Le photographe reste membre de l'association jusqu'à son décès en 1907.

#### Les studios de la place Saint-Jean et du boulevard de la Sauvenière
En 1874, il déménage son studio au no 1 de la place Saint-Jean. À partir de 1875, il commence à utiliser le tirage au charbon « alors qu'il n'est que peu répandu ». En 1876, il cesse définitivement de s'occuper du commerce de vente de chandelles qu'avait récupéré son épouse à la mort de son premier mari en 1861. En 1880, il installe dans son studio une machine de Gramme lui fournissant une « clarté très vive au moyen de l'électricité », qui lui permet non seulement de ne plus « être subordonné aux caprices de la lumière du jour » mais aussi de réduire les temps de pose des modèles et d'effectuer des agrandissements de plus grand format et de meilleure qualité. Il est l'introducteur de ce système à Liège.

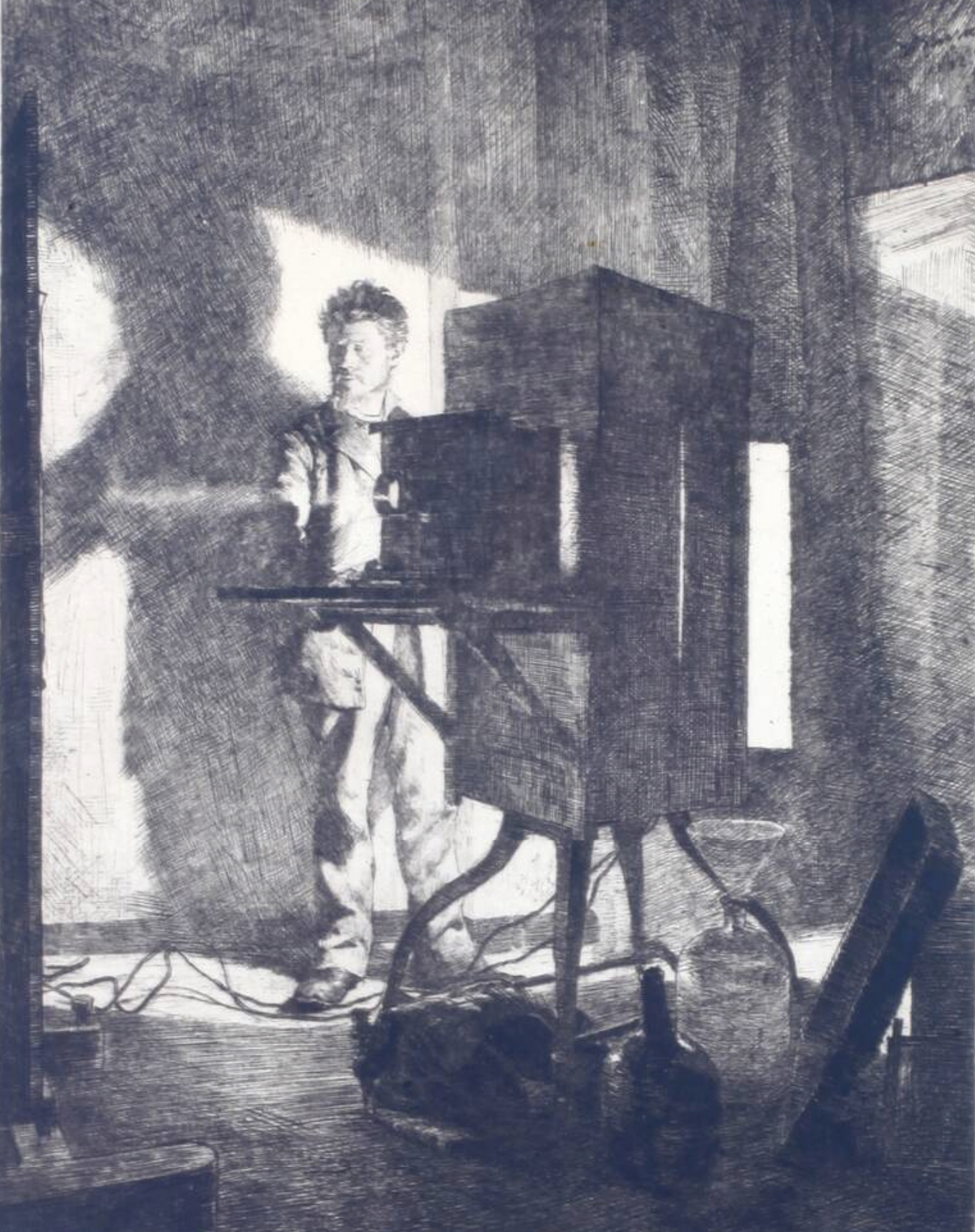
Adrien de Witte, La projection lumineuse, 1889 (photogravure ;), Liège, musée de la Vie wallonne.

En 1882, il transfère à nouveau son studio, exerçant désormais son activité dans de nouveaux locaux situés au no 137 du boulevard de la Sauvenière, où il va rester jusqu'à la fin de sa carrière en 1904. Le nouvel atelier est situé dans une maison construite par l'architecte Émile Remouchamps « dont le caractère original et l'apparence tout exceptionnelle semblent accuser une destination inconnue et mystérieuse ». Le photographe réserve le rez-de-chaussée pour une exposition permanente de plusieurs de ses photographies mais aussi de tableaux, sculptures, dessins et objets de curiosités, où l'on retrouve, entre autres, des œuvres de Charles Soubre, Émile Delperée et Adrien de Witte. L'inauguration du nouveau studio réunit l'Association belge de Photographie, dont tous les membres de la section liégeoise sont présents, la presse locale, plusieurs professeurs de l'université de Liège, l'ensemble du corps professoral de l'Académie royale des beaux-arts de Liège ainsi que divers artistes et des notabilités de l'industrie, de la finance et de l'administration publique.
Dès 1883, Hubert Zeyen utilise le tirage au platine, « qu’il est le premier à utiliser en Belgique ». En 1895, il est l'un des quatre photographes qui réalise un groupe de deux cents portraits des membres de la Société les Disciples de Grétry présenté dans un cadre de 180 × 310 cm et offert à M. Delsemme, directeur de la société. L'œuvre, dont « l'ordonnance artistique est remarquable » et qui « fait honneur aux artistes liégeois des mains desquels elle est sortie », est considérée par le journal La Meuse comme « la plus considérable que nous ayons vue à Liége ».
Lorsqu'il prend sa pension en 1904, Zeyen remet son studio photographique à Jules Delvaux,,.

## Œuvre

### Le portraitiste
Selon le professeur de l'université de Liège Marc-Emmanuel Mélon,, Hubert Zeyen est le premier portraitiste liégeois « qui a une claire conscience des codes photographiques, et qui est capable d’en jouer, au sens propre du terme, et non sans humour ». En effet, il a bien saisi que le « portrait photographique est toujours une simulation, une mise en scène de soi, un fatras d’artifices et de falbalas et qu’au-delà des images, c’est toute la vie sociale qui est elle-même une parade spectaculaire ».

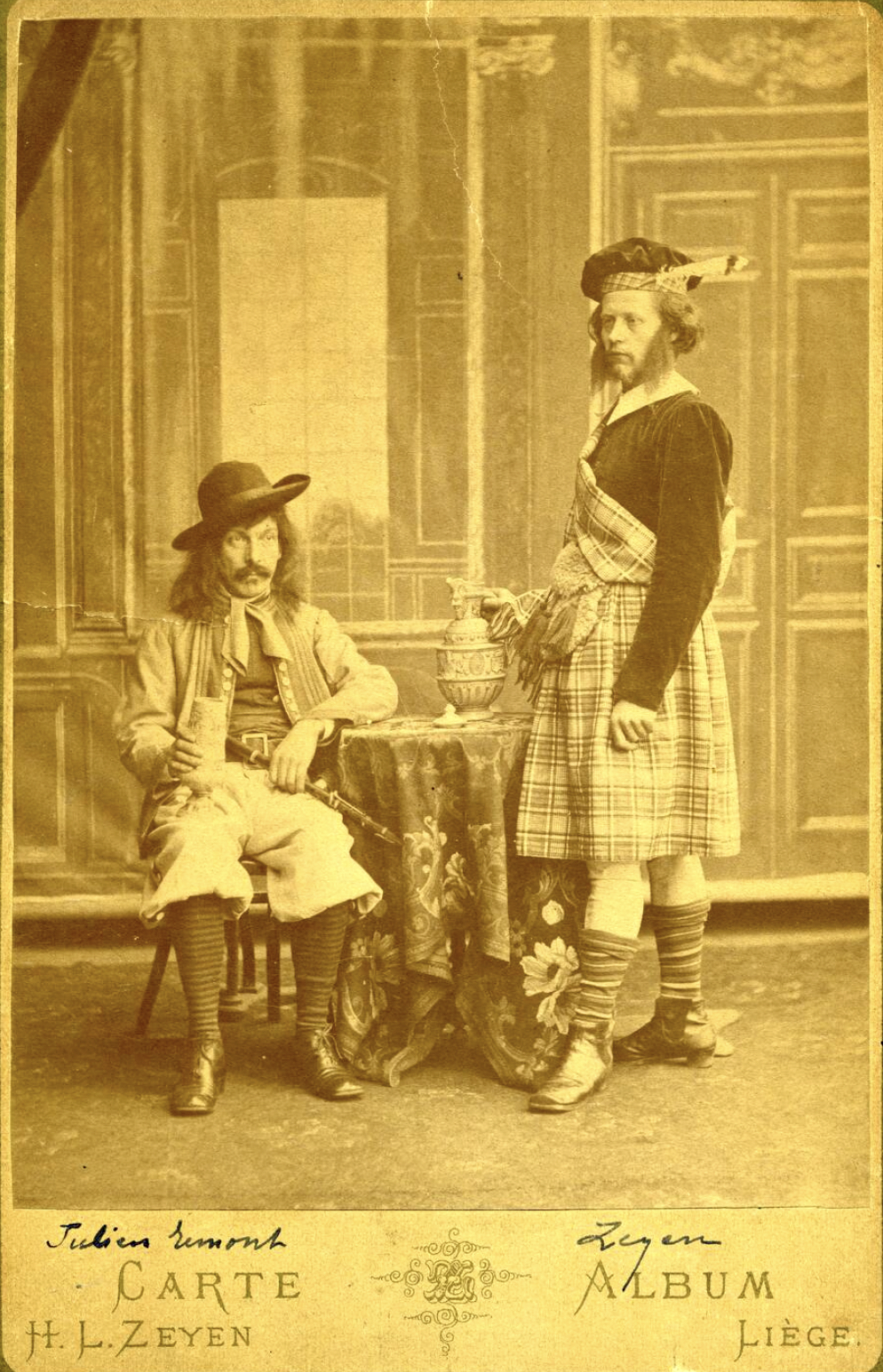
Julien Rémont et Léonard Hubert Zeyen, vers 1880 (épreuve photographique sur papier ;), Liège, musée de la Vie wallonne.

Le même auteur note que Zeyen aime « se glisser parmi ses amis et prendre la pose à leur côté », imitant en cela certains peintres qui incluent leur autoportrait dans leurs compositions. Il estime que le photographe obtient une « reconnaissance symbolique » en s'incluant ainsi au sein de l'élite artistique locale, car l'autoportrait est « le genre par excellence de la rupture moderne, du retour sur le sujet et d’un certain narcissisme, dans lequel le corps se prête au jeu de l’image ». Dans ce genre, Mélon observe qu'Hubert Zeyen, doté d'un solide sens de l'humour, « joue le jeu de la représentation de soi qu’il détourne par la voie du déguisement, comme dans la photographie qu’il prend de Julien Rémont déguisé en Breton et de lui-même déguisé en Écossais ». 
Parmi les photographies qu'il réalise, ce « rapport très conscient et en même temps très ludique à l'image » est spécialement développé dans un étrange photomontage, à la manière d'Oscar Gustave Rejlander, intitulé Reconstitution d'une scène de tribunal qu'il présente en 1880 à Bruxelles lors de l'Exposition nationale organisée pour le Cinquantenaire de l’Indépendance,, : 

« L’image est une composition de vingt-trois personnages (juges, avocats, accusé, témoins, greffiers, gendarmes et spectateurs), tous interprétés par Zeyen lui-même, qui joue tous les rôles, y compris celui d’une femme. C’est vrai que le collage est visible, ainsi que le crayonné du décor. Si ce ne l’était pas, ce serait une scène de tribunal comme une autre, qui laisserait indifférent. Remarquée par le public comme par la critique, cette image est un fameux pamphlet contre la justice : outre qu’elle représente les juges endormis, elle leur donne la même tête que l’accusé, une façon de dire « tous les mêmes ». La farce n’est pas innocente, le public l’a bien compris. »

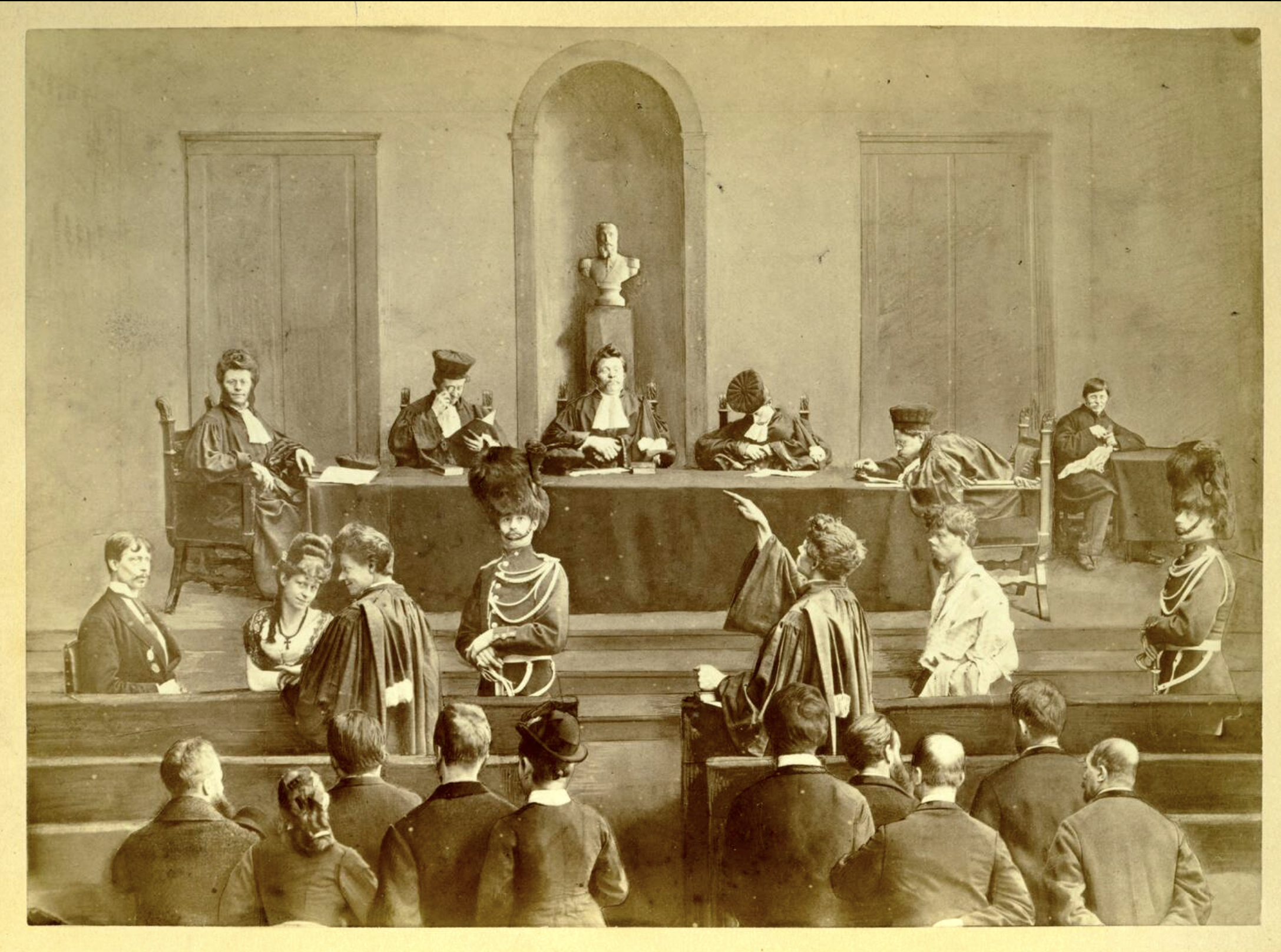
Reconstitution d'une scène de tribunal, vers 1880 (épreuve photographique sur papier ;), Liège, musée de la Vie wallonne.

Le journal La Meuse remarque dans un article du 18 novembre 1880 au sujet de la photographie, qui vient d'être exposée à Bruxelles, que « M. Zeyen a son tableau, où il est à la fois président, juge, greffier, avocat, huissier, accusé, gendarme et petite dame. Cette production originale a fait rire, les Liégeois surtout, qui connaissent le sympathique artiste ; mais l'on a un peu perdu de vue l'œuvre artistique elle-même, et l'on a eu tort ». Un commentateur du Bulletin de l'Association belge de Photographie pointe quant à lui que « la foule s'ameute devant la scène de correctionnelle de M. Zeyen ; quels rires, tout le monde se déride. Allez donc faire comprendre au profane comment cela a été obtenu ! Toutes les têtes sont celles de l'exposant. Nous nous permettrons cependant une observation : on voit trop les ficelles employées ».
Le sens de l'humour et le jeu sur les apparences que l'on retrouve dans sa Reconstitution d'une scène de tribunal et son portrait de Julien Rémont et lui-même déguisés indiquent que Zeyen tente d'échapper aux codes dominants du portrait photographique, « soumis au besoin d'uniformisation et de rigidité des représentations sociales de la bourgeoisie », et de « réaffirmer son statut d'artiste à part entière ».

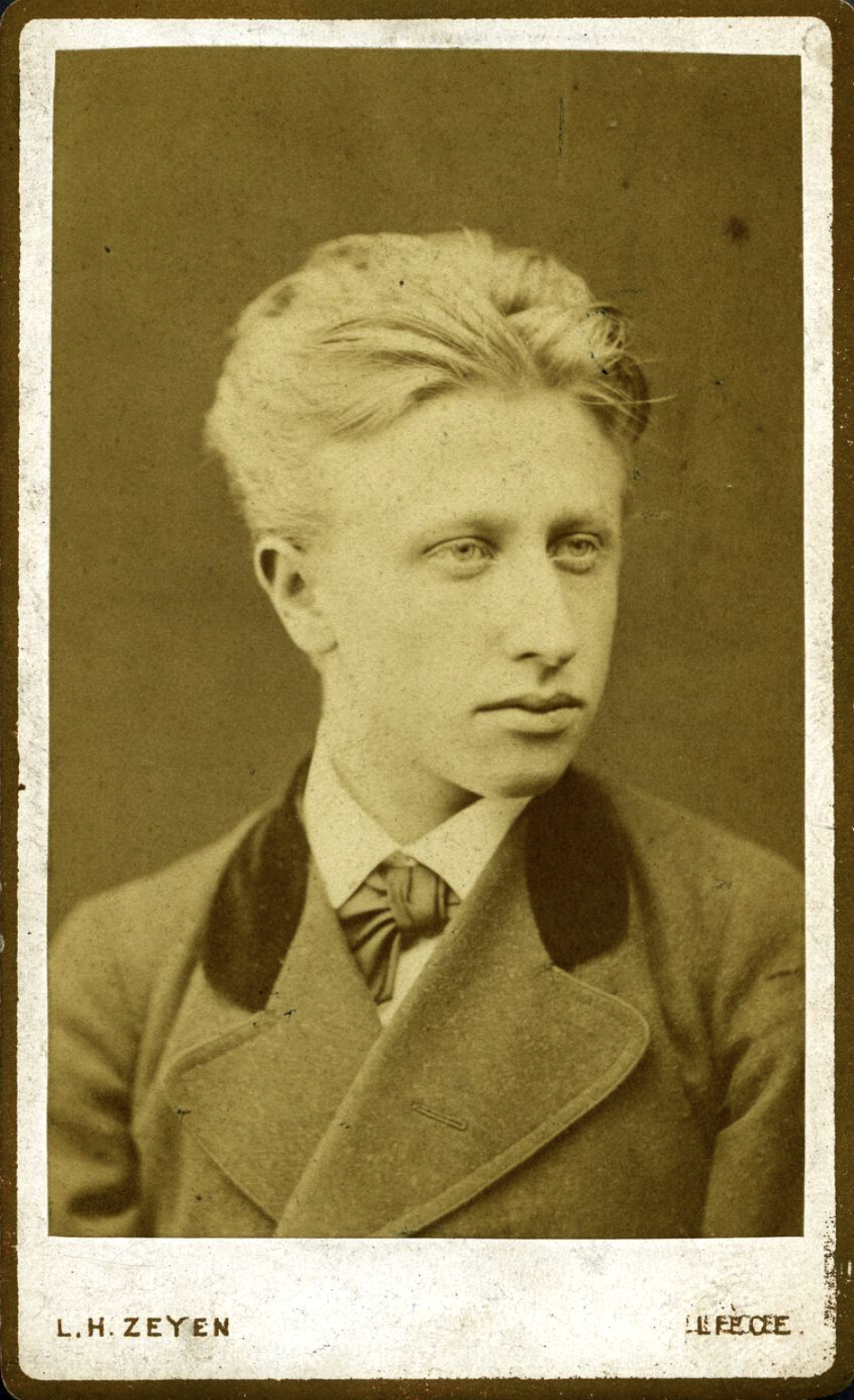
Portrait du violoncelliste Jacob, 1874-1875 (tirage photographique monochrome ;), Liège, Musée de la Vie wallonne.

Ce souci d'échapper à la norme en vigueur se retrouve aussi dans ses portraits « carte de visite » où il évite d'utiliser des décors surchargés « dans lesquels les modèles se perdent » et où il photographie ses modèles « en plan rapproché devant un fond uni et sombre, en vue d'obtenir une certaine intensité psychologique ». Ses portraits dénotent la préoccupation de centrer l'attention sur le regard, « sans doute censé refléter la vie intérieure de l'individu », et une certaine proximité avec la photographie de Nadar.

### Les échanges de portraits avec Adrien de Witte
Cette « conscience de l’image et de sa fonction sociale » que possède le photographe acquiert une forme singulière dans la relation d'amitié qui le lie au peintre, dessinateur et graveur Adrien de Witte. Zeyen photographie de Witte en diverses occasions, seul, avec lui-même ou en groupe ; comme lorsqu'il l'accompagne dans un « portrait double des deux amis », où il est assis dans un fauteuil en train de lire le journal alors que le peintre est assis devant un secrétaire, dans une attitude « paisible et décontractée, presque familiale », révélant leur grande proximité. Il se charge aussi de vendre les dessins que son ami lui envoie depuis Rome lorsqu'il est boursier de la fondation Darchis de 1879 à 1884. 
De Witte, en « réponse à cette marque d’amitié », réalise plusieurs dessins et gravures du photographe et de sa famille, dont une gravure, effectuée en 1876, de Zeyen coiffé d'un « béret d'où s'échappe une chevelure bouclée encadrant un visage rond très expressif », une gravure de sa fille Martine, réalisée la même année, au visage « sérieux et expressif » et le dessin La projection lumineuse de 1882, que l'artiste reproduit en utilisant la photogravure en 1889, « représentant le photographe au travail, en train de manipuler son fameux appareil d’agrandissement à la lumière électrique ». Cet échange d'images « scelle la relation et acquiert une valeur symbolique ». 
Zeyen fait partie d'un groupe d'amis, comprenant Alphonse Taïée (sculpteur amateur), Jean Ubaghs (peintre), Félix Nisen (peintre ; fils du portraitiste Jean-Mathieu Nisen), qui se réunit habituellement dans l'atelier de la rue de l'Étuve qu'occupent le sculpteur Léon Mignon et Adrien de Witte durant la première moitié des années 1870. Ces réunions produisent d'autres échanges d'images entre les amis, par exemple lorsque Léon Mignon réalise un buste en terre cuite du photographe, actuellement conservé à l'Institut archéologique liégeois, et quand Adrien de Witte dessine les portraits de Jean Ubaghs et Léon Mignon, qui sont conservés au cabinet des Estampes et des Dessins de la ville de Liège.

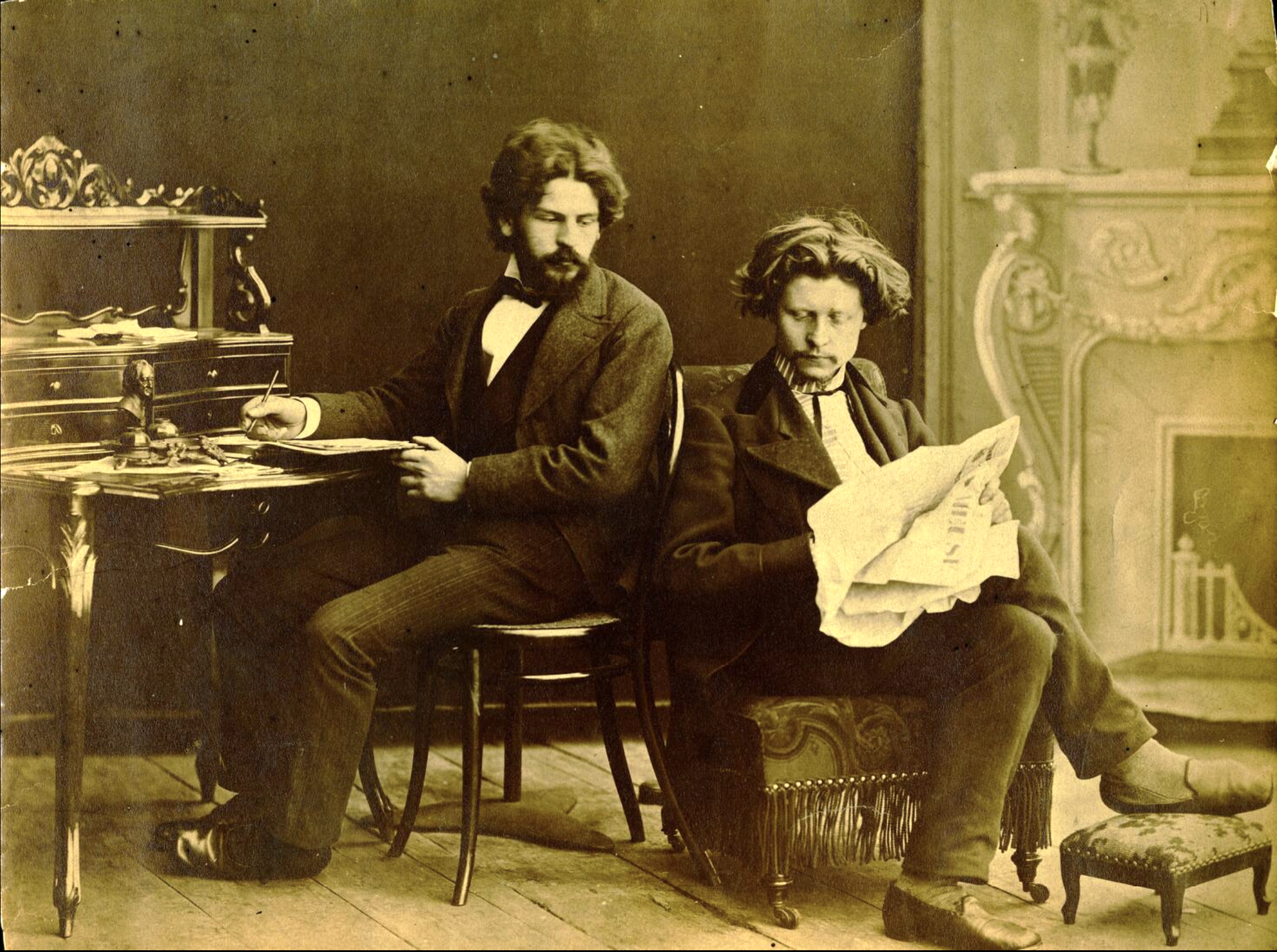
Le peintre Adrien de Witte et le photographe Léonard Hubert Zeyen, vers 1870 (tirage photographique noir et blanc ; 21,8 × 27,9 cm), Liège, Musée de la Vie wallonne.
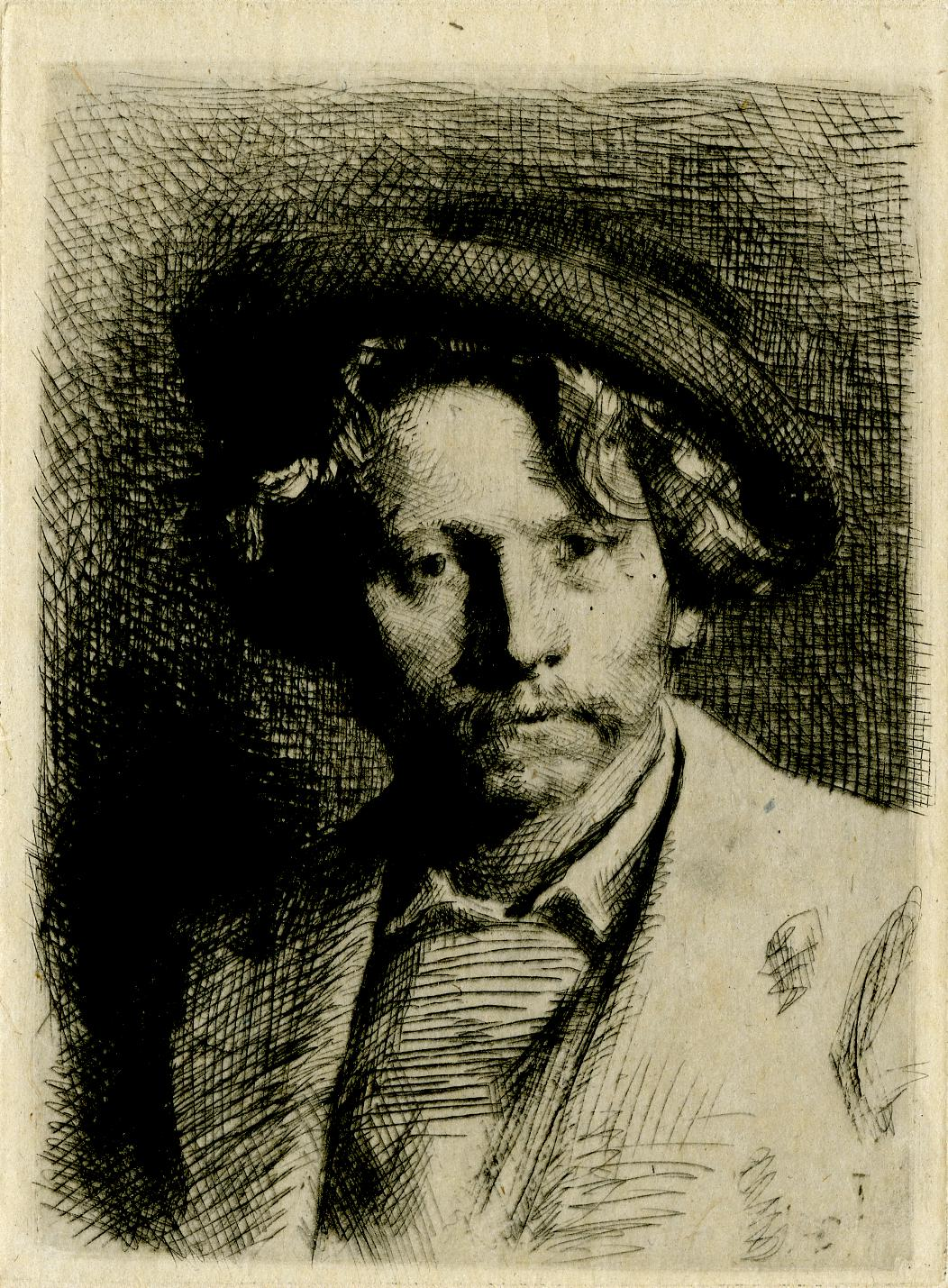
Adrien de Witte, Portrait de Léonard Hubert Zeyen, 1876 (eau-forte ; 12,1 × 8,9 cm), Londres, British Museum.
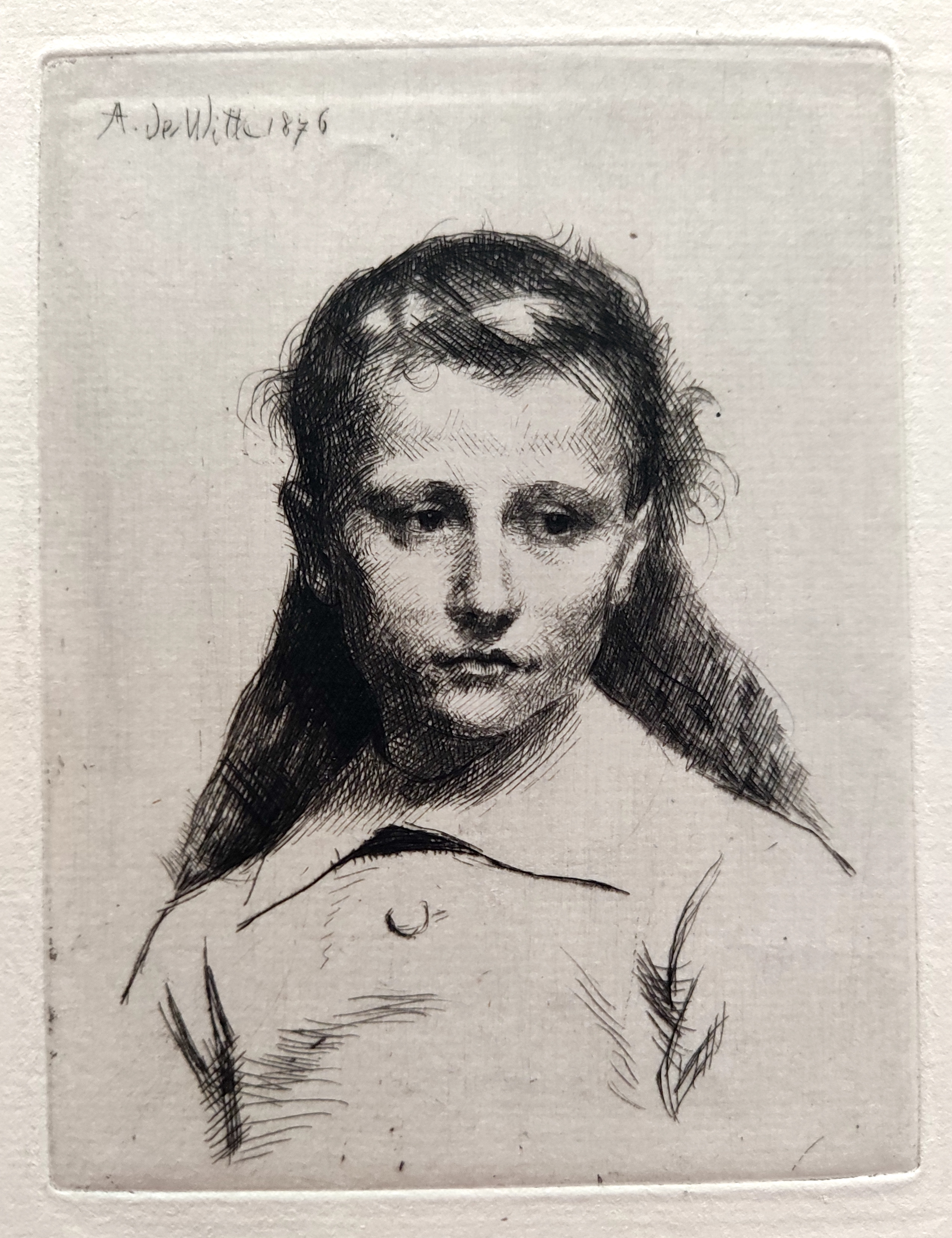
Adrien de Witte, Portrait de Mademoiselle Martine Zeyen, 1876 (eau-forte ; 11,4 × 8,7 cm), collection privée.
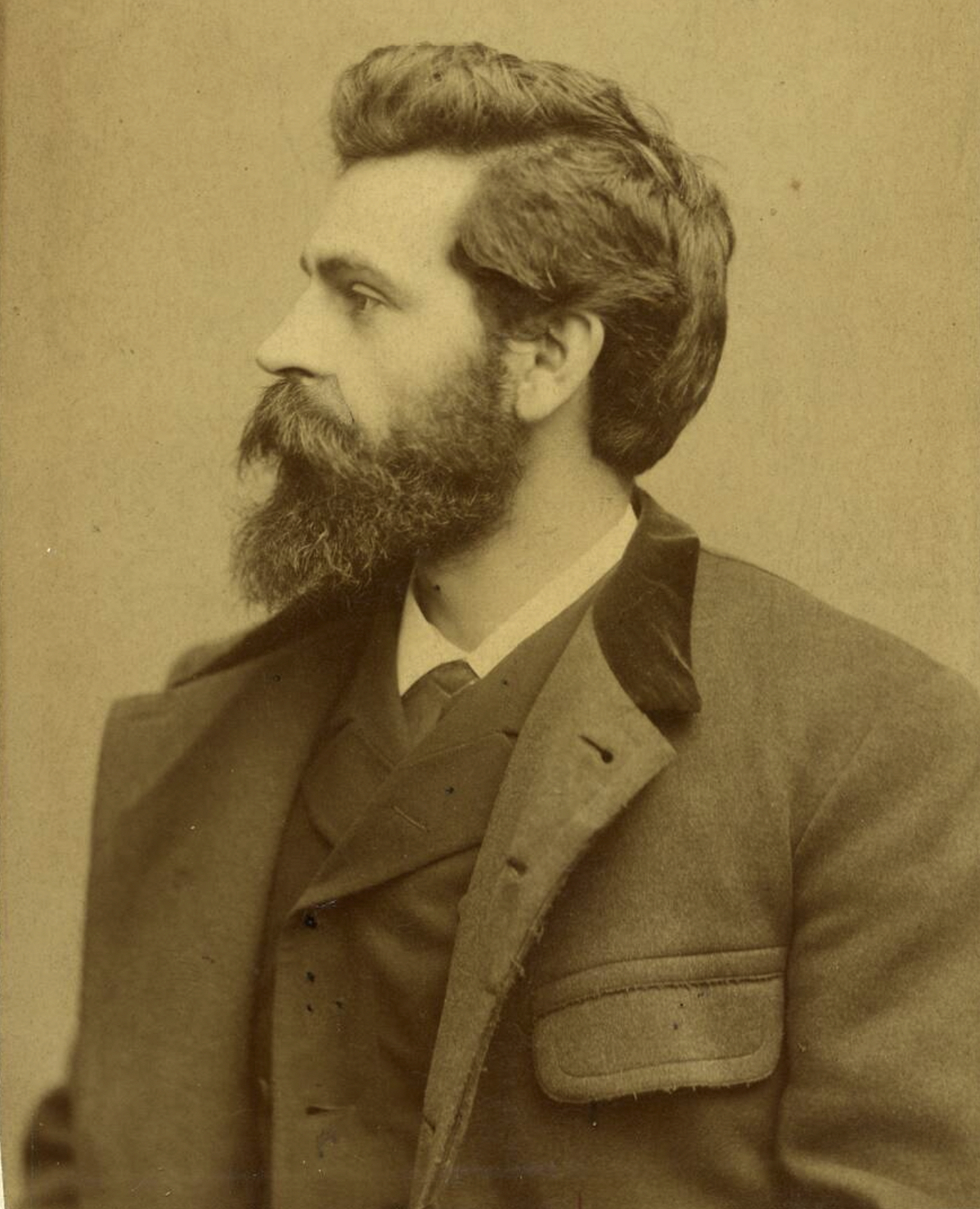
Le peintre Adrien de Witte, 1882-1888 (épreuve photographique, noir et blanc ; 16,6 × 10,8 cm), Liège, musée de la Vie wallonne.
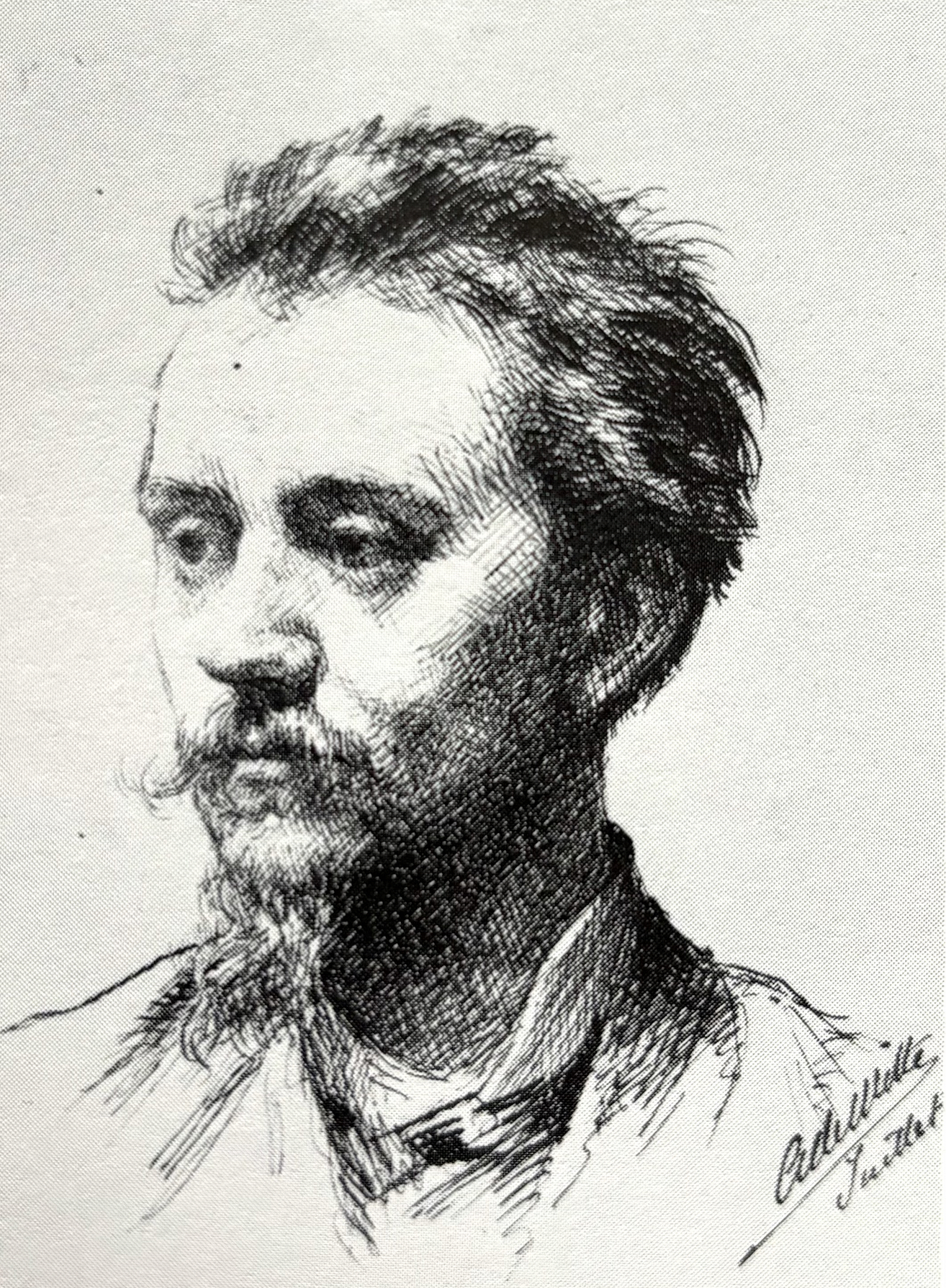
Adrien de Witte, Portrait de Léon Mignon, 1875 (plume ; 18,8 × 14,7 cm), Liège, cabinet des Estampes.

### Les portraits de groupe

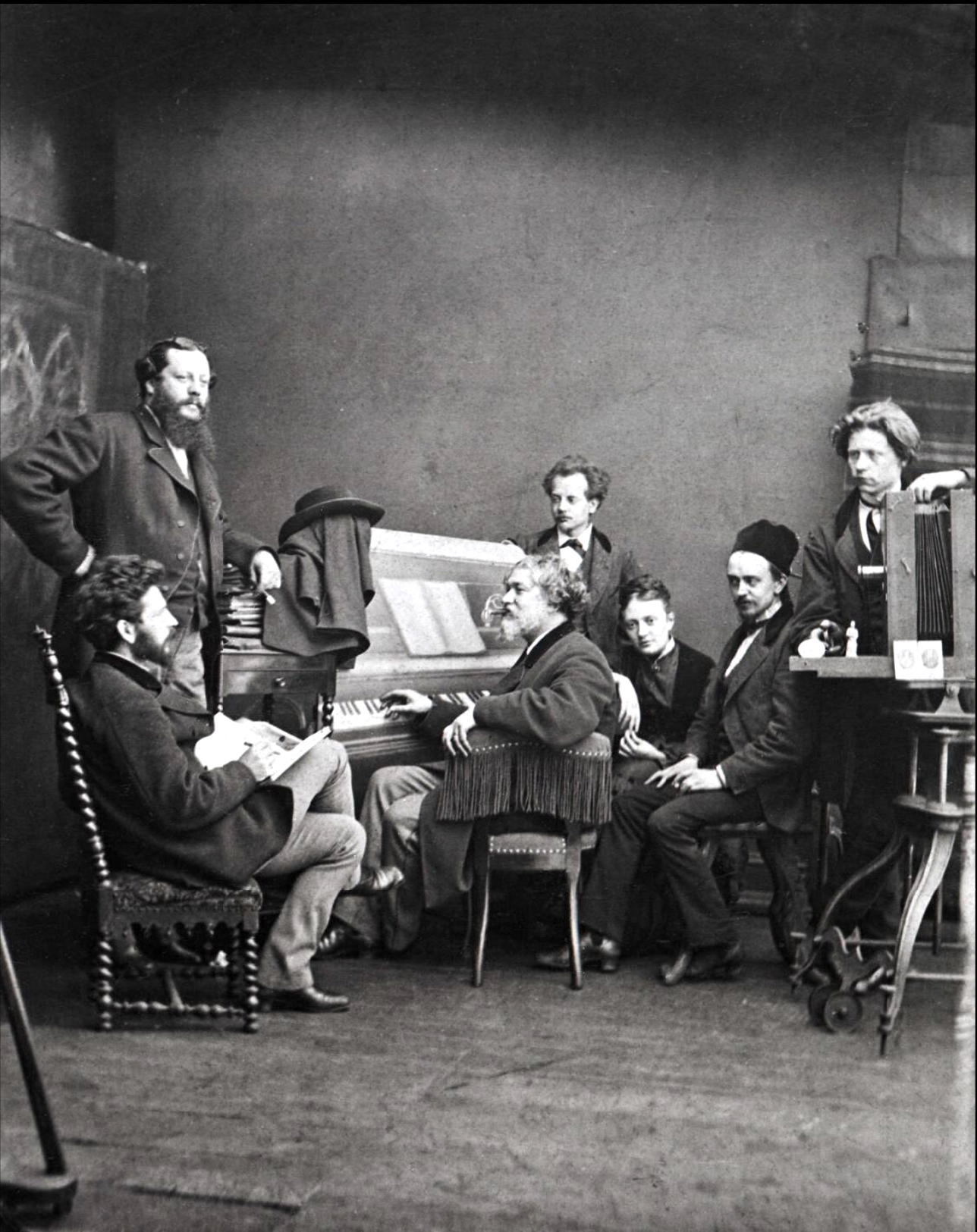
Groupe d'amis (de gauche à droite) : Henri Laport, Adrien de Witte (assis), Auguste Lemouche, Antonin Terme (assis), Léontine Mertens, Léon Mignon et Léonard Hubert Zeyen, vers 1875 (épreuve photographique sur papier), Liège, musée de la Vie wallonne.

Zeyen réalise couramment des portraits de groupe. Comme il est très bien introduit dans les milieux artistiques et intellectuels liégeois, il peut ainsi réaliser, « à la manière de Nadar, une sorte de panthéon des célébrités locales ».

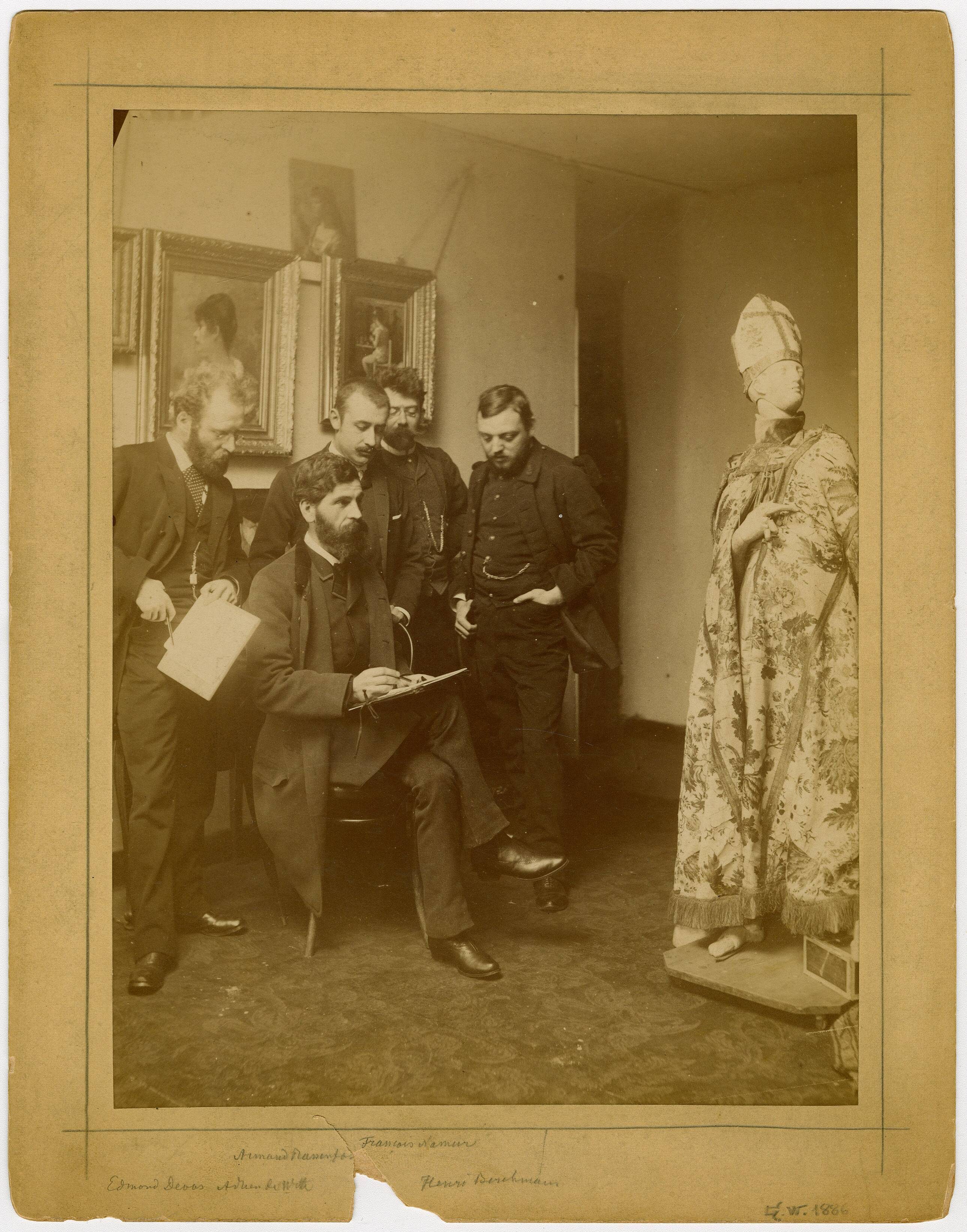
Groupe d'artistes liégeois, de gauche à droite : Edmond Devos, Adrien de Witte (assis), Armand Rassenfosse, François Namur et Henri Berchmans, 1886 (épreuve photographique sur papier ;), Liège, musée de la Vie wallonne.

Il aime particulièrement rassembler ses amis et prendre la pose à leurs cotés, comme c'est le cas dans une photographie de groupe réalisée vers 1875 où on l'aperçoit à droite dans la composition, « derrière sa chambre noire, la main tenant le capuchon de l'objectif » comme s'il était en train de réaliser un cliché. Il est accompagné dans la photographie par l'armurier Henri Laport, le peintre Adrien de Witte, le confiseur Auguste Lemouche, le collectionneur Antonin Terme, Léontine Mertens et le sculpteur Léon Mignon,. Zeyen y utilise un élément de décor de théâtre car « le piano n'est qu'un panneau peint sur lequel, pour faire illusion, on a accroché une veste et un chapeau », et il y démontre, tout comme ses amis, un plaisir évident dans « l'art de la mascarade et de la mise en scène ».
Il est également l'auteur d'une photographie réalisée en 1886 d'un groupe d'artistes, où sont présents, debout, Edmond Devos, Armand Rassenfosse, François Namur et Henri Berchmans, qui observent Adrien de Witte, assis, « le carnet de croquis à la main, en train de dessiner un bien curieux motif : un mannequin affublé d'une sorte de chasuble ». L'instant photographié correspond probablement à un exercice de dessin « d'après nature » ou à une étude de plissé qui se déroule dans les locaux de l'Académie royale des beaux-arts de Liège car Devos, de Witte, Namur et Berchmans y enseignent à cette époque. Marc-Emmanuel Mélon estime que le « recours à un mannequin confère à la scène une étrangeté presque surréaliste ».

### Catalogue et musées

#### Catalogue
En plus des nombreux portraits qu'il effectue pour des particuliers souvent restés anonymes et des photographies commentées dans les sections précédentes, d'autres travaux photographiques d'Hubert Zeyen sont mentionnés dans la presse de l'époque :

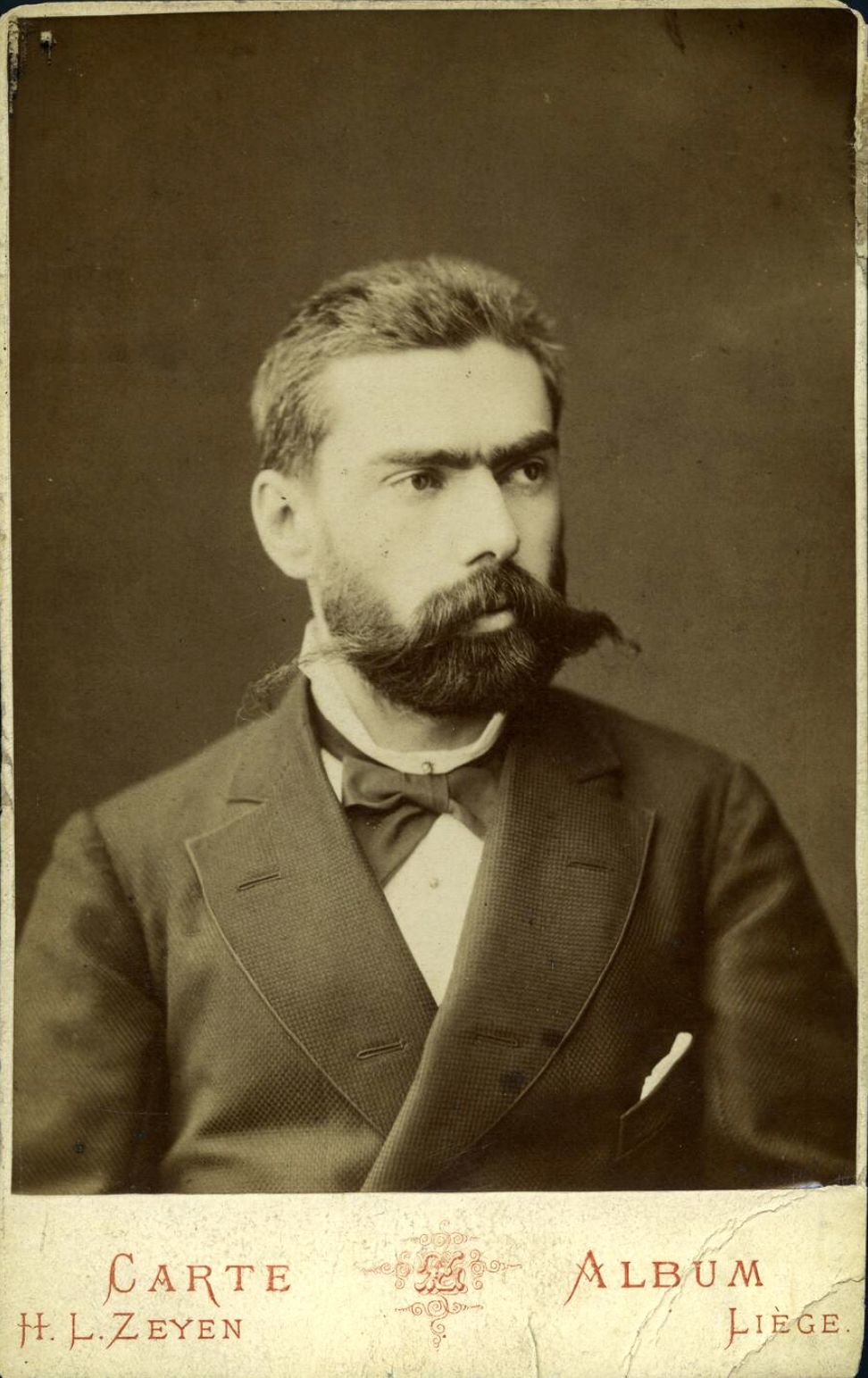
Portrait de M. Joseph Mignon, 1880 (épreuve photographique sur papier ;), Liège, musée de la Vie wallonne.

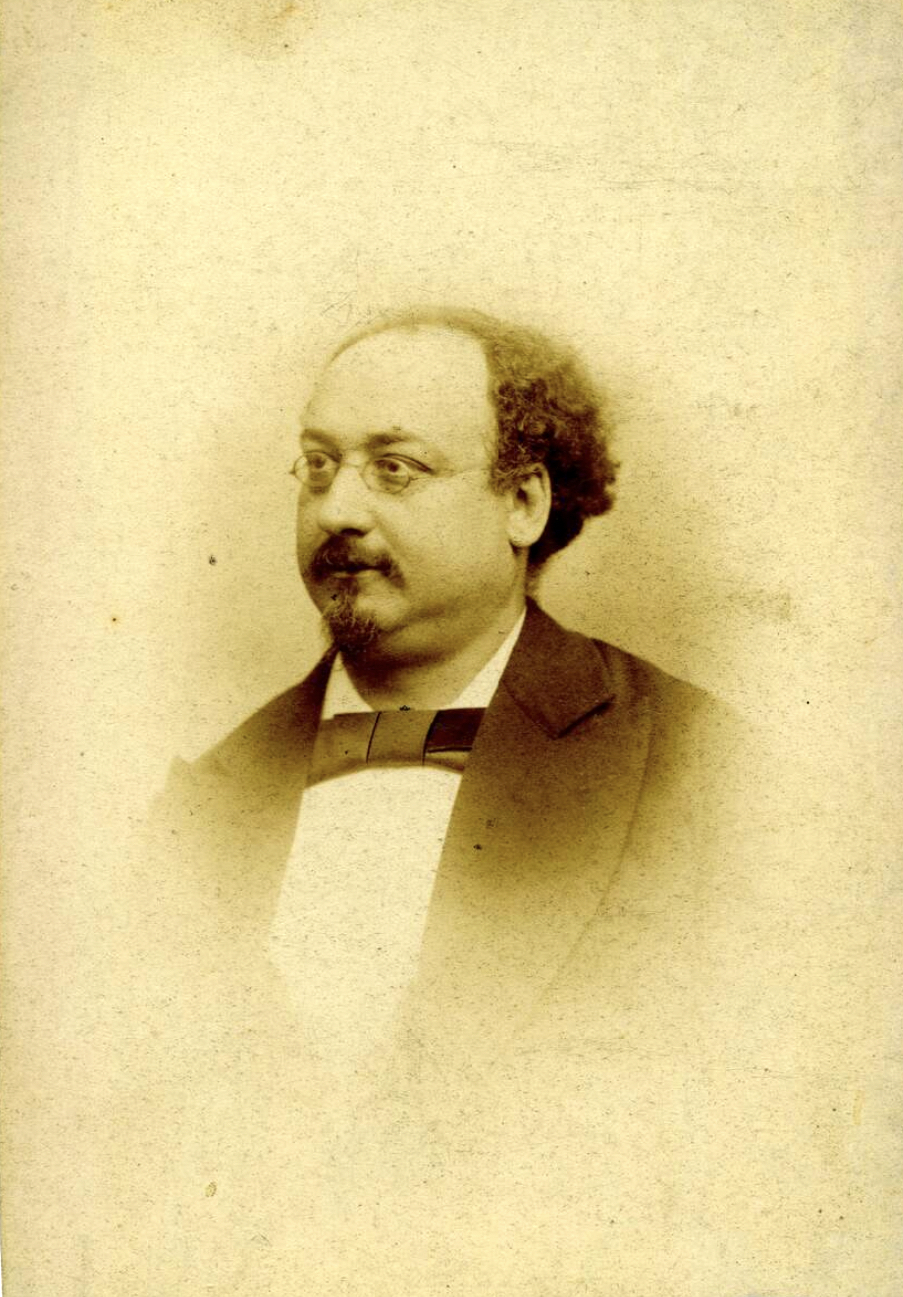
Portrait de M. Haseneier, 1884 (épreuve photographique sur papier ;), Liège, musée de la Vie wallonne.

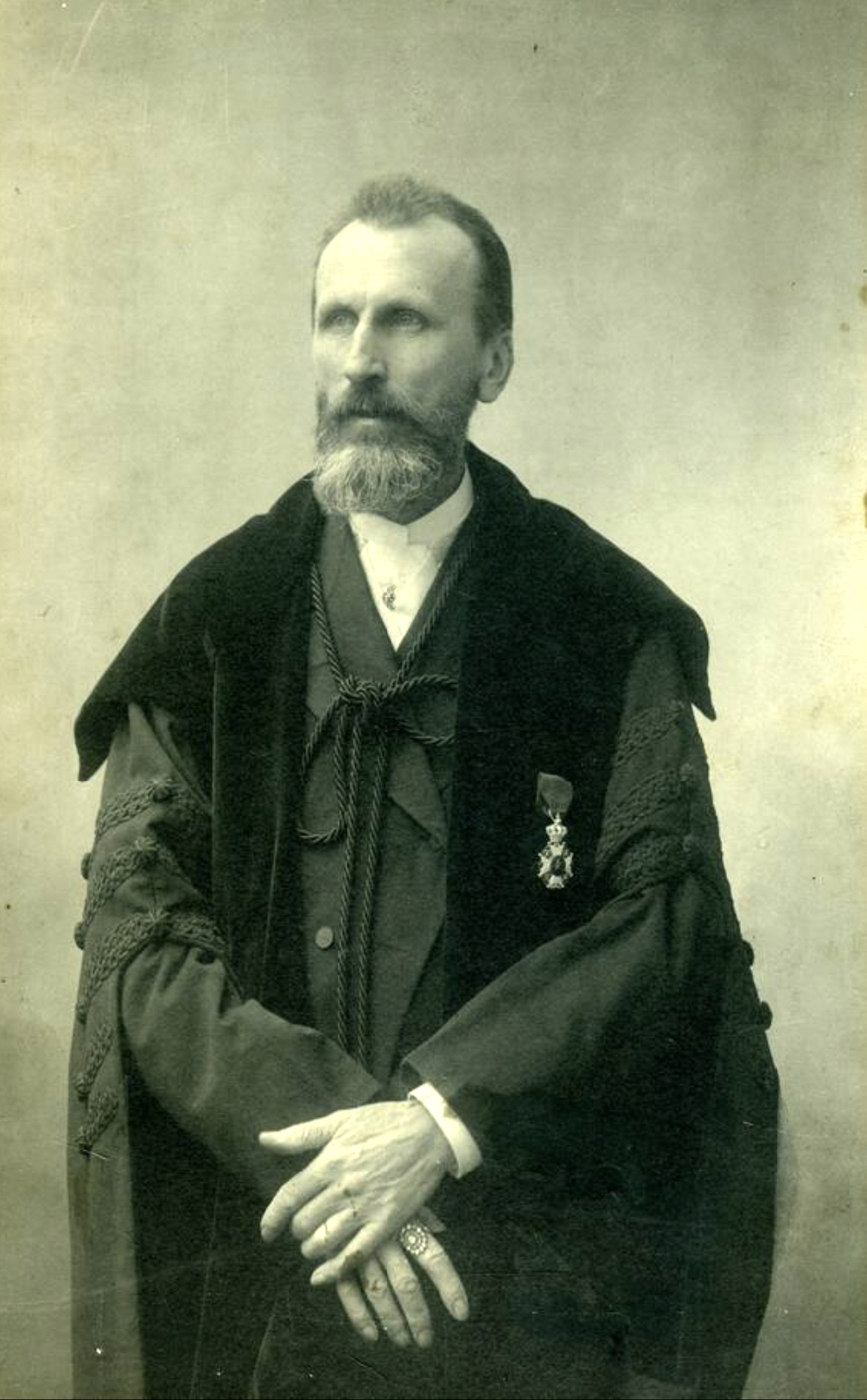
Portrait de Laurent de Koninck, 1897 (épreuve photographique sur papier ;), Liège, musée de la Vie wallonne.

- 1875 : photographies des membres de la Société des Houberts pour une fête donnée au président de ladite société, M. Victor Rigaux[90] ;
- 1876 : photographies de la fête de gymnastique organisée en novembre par le 12e régiment de ligne à l'occasion de l'inauguration de son nouveau gymnase, établi à la caserne Saint-Laurent[91] ;
- 1877 : photographie du portrait de l'ancien bourgmestre de Liège Ferdinand Piercot réalisé par le peintre Jean-Mathieu Nisen[92] ;
- 1878 : portraits de M. G. Tilmant et son épouse pour fêter la médaille d'argent obtenue par les ateliers Tilmant à l'Exposition universelle de Paris[93] ;
- 1879 : portrait du compositeur et chef d'orchestre, M. Joseph Michel, remis à l'occasion de sa fête patronale par les musiciens de l'harmonie de la légion de la garde civique[94] ; portrait photographique grandeur naturelle du trésorier de la Société chorale les Disciples d'Arion de Grivegnée, M. J. Dethier[95] ;
- 1881 : photographie en buste grandeur naturelle de M. Ch. Defize, directeur des ateliers de construction de la maison Fetu et Deliége[96] ;
- 1884 : portrait de M. Haseneier, professeur de clarinette au Conservatoire royal de Liège et membre de la Société des fanfares de Hollogne[97] ;
- 1885 : photographie de sœur Ida Saal des Sœurs hospitalières de St-Charles, qui lui est remise à l'occasion de la médaille de 1re classe que lui décerne le gouvernement pour son travail à l'hospice des femmes incurables de la rue du Vertbois[98] ;
- 1886 : plusieurs photographies de vues prises à différentes hauteurs depuis le ballon le Cinquantenaire, dans lequel le photographe embarque le 10 octobre, qui part de la place Saint-Lambert et finit son trajet à quelques kilomètres de Cologne[99],[100] ;
- 1887 : portrait de M. Jean Leclercq pour fêter le 50e anniversaire de son entrée à la société Cockerill[101] ; portrait de M. Lambert Henrotay, professeur de piano au Conservatoire royal de Liège[102] ;
- 1888 : portrait de M. Jean Werelds, directeur de l'hospice des Frères Célites[103] ; photographie de la pose de la première pierre de la nouvelle galerie construite par la Société royale d'acclimatation[104] ; portrait de M. Clobert, instituteur de la préalle d'Herstal[105] ;
- 1889 : portrait du docteur E. Bidlot de Roloux à l'occasion de sa décoration civique de 1re classe[106] ;
- 1891 : photographies des membres de la Société Franklin de Liège, exposées lors du banquet célébré pour le XVIe anniversaire de cette société[107] ; portrait de M. Henri Renson, comptable-chef d'usine du Syndicat agricole d'Ans[108] ;
- 1892 : photographies des membres du Safety club liégeois, exposées lors d'une fête donnée en l'honneur de M. Lebrun, président d'honneur du club[109] ; photographie de groupe des membres du Cercle musical des amateurs de Liège, offert à M. Oscar Dossin lors de la célébration de sa mise à retraite comme directeur[110] ; photographies de M. Henri Dalemont et des instructeurs de la 1re légion de la Garde civique, exposées lors de la fête donnée à l'occasion de la nomination au grade de capitaine adjudant-major de M. Dalemont[111] ;
- 1893 : portraits au platine des professeurs de l'université de Liège Alfred Gilkinet et A. de Sénarciens pour fêter leur nomination au rang de chevalier de l'ordre de Léopold[112],[113] ; portrait de M. Alfred Bultot, président fondateur de l'Œuvre du vestiaire libéral[114] ; photographie de M. Émile Attout-Frans, président d'honneur de la Société coopérative d'alimentation économique de Liège[115] ; portrait du compositeur Félix Bernard offert à ce dernier lors du banquet fêtant le XVe anniversaire de la Société les Disciples de Grétry[116] ;
- 1894 : portraits de M. Joseph Mignon, commissaire en chef de police de la ville de Liège et frère du sculpteur Léon Mignon, et de ses adjoints[117] ; portrait en buste du directeur-gérant du charbonnage de Bicquet-Gorée, M. Nicolas Hallet[118] ;
- 1895 : portraits de MM. Gardisalle et Henri Servais, respectivement membre fondateur et trésorier de la Société des carabiniers d'Ans[119] ;
- 1897 : portrait de M. Laurent de Koninck, professeur à la faculté des sciences à l'université de Liège, pour célébrer sa nomination au rang de chevalier de l'ordre de Léopold[120] ; photographie du caissier du bureau de comptabilité de la Société anonyme d'Ougrée, M. Beaujean, pour fêter ses quarante ans de service[121] ;
- 1898 : portraits des membres et du président de la Royale Liégeoise de Gymnastique, présenté lors de la célébration du 35e anniversaire de la société[122] ;
- 1899 : groupe photographique du directeur-gérant, M. Boulanger, et des employés des charbonnages de La Haye, offert au directeur-gérant lors du jubilé organisé pour fêter ses vingt-cinq ans de service[123].

#### Musées
Des photographies de Léonard Hubert Zeyen sont présentes dans les collections du musée de la Vie wallonne, du Musée Wittert, de la Maison de la Métallurgie et de l'Industrie de Liège, du musée de la photographie à Charleroi, du Musée Félicien Rops et du Rijksmuseum Amsterdam,.

### Expositions
- 1875 : Exposition de l'Association belge de Photographie, Bruxelles[2].
- 1876 : Exposition internationale de Paris[2].
- 1878 : Chambre syndicale provinciale des arts industriels à Gand[2] ; Salon de 1878 à Liège (section d'art industriel)[130],[131].
- 1880 : Exposition nationale de Bruxelles[2],[74] et exposition à Gand[2].
- 1881 : Exposition horticole organisée par la Société royale d'horticulture à Bruxelles (il y expose des photographies de fleurs)[132].
- 1883 : Anvers[2].
- 1885 : Exposition universelle d'Anvers[2],[133].
- 1888 : Grand concours international des sciences et de l'industrie de Bruxelles[2],[134] ; Exposition de Louvain[2].
- 1889 : Exposition universelle de Paris[2],[135].
- 1892 : Exposition de la Société belge de photographie à Liège[2],[136] ; Exposition internationale de Photographie à Paris[68].
- 1896 : Bruxelles[2].
- 1897 : Tournai[2].
- 1898 : Bruxelles[2].
- 1899 : Gand[2].
- 1900 : Exposition à Anvers[2] ; Salon de la section liégeoise de l'Association belge de Photographie, Liège[2],[137],[138].
- 1902 : Salon de la section liégeoise de l'Association belge de Photographie, Liège[2],[139].

### Galerie

#### Sélection de portraits conservés au musée de la Vie wallonne

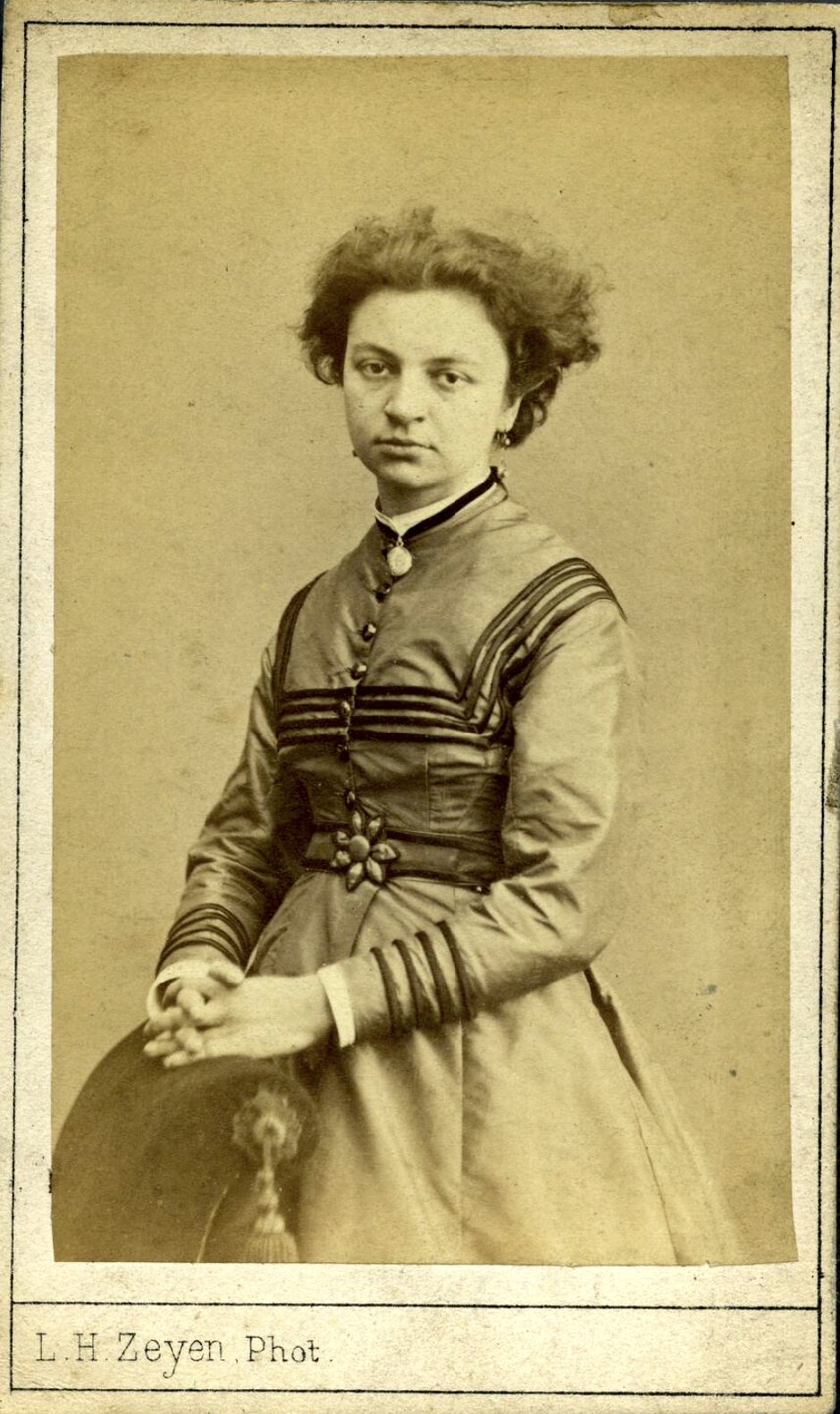
Portrait d'une dame, vers 1869 (épreuve photographique sur papier ; 10,6 × 6,3 cm).
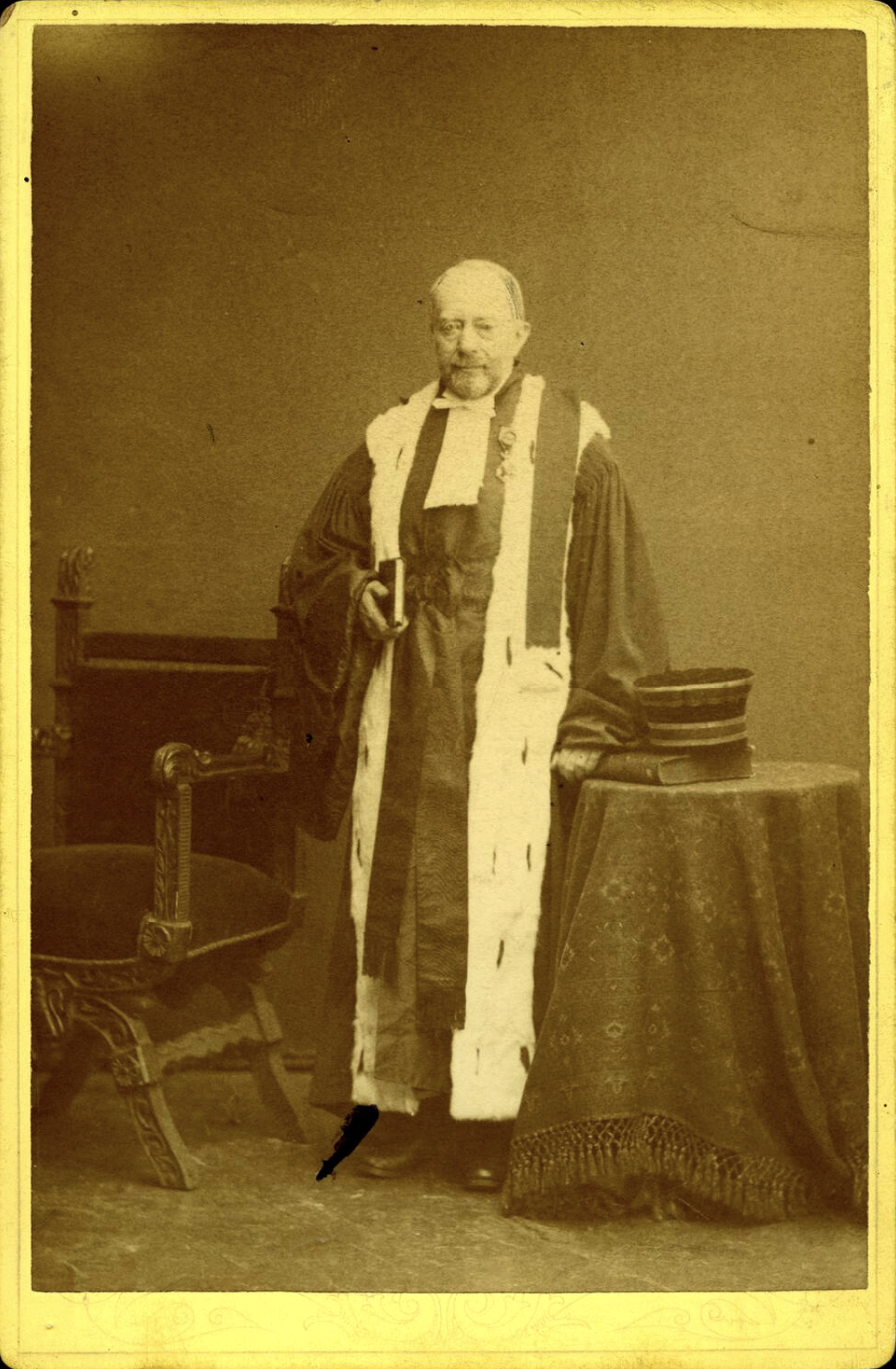
M. Parez, premier président de la Cour d'Appel, en tenue de magistrat, 1880 (tirage photographique monochrome ; 16,7 × 10,8 cm).
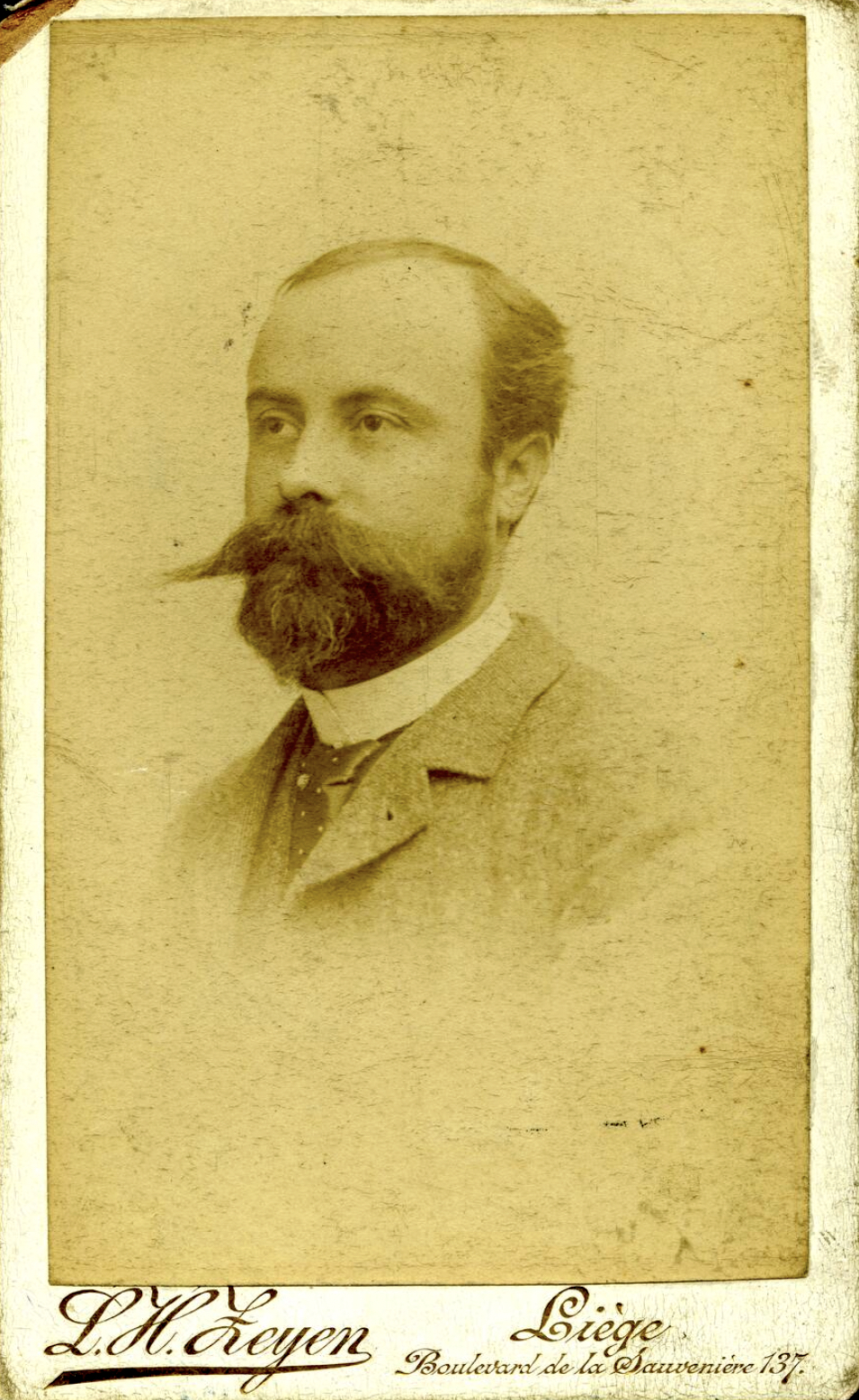
Portrait d'Auguste Bénard, 1882-1904 (tirage photographique noir et blanc ; 10,5 × 6,4 cm).
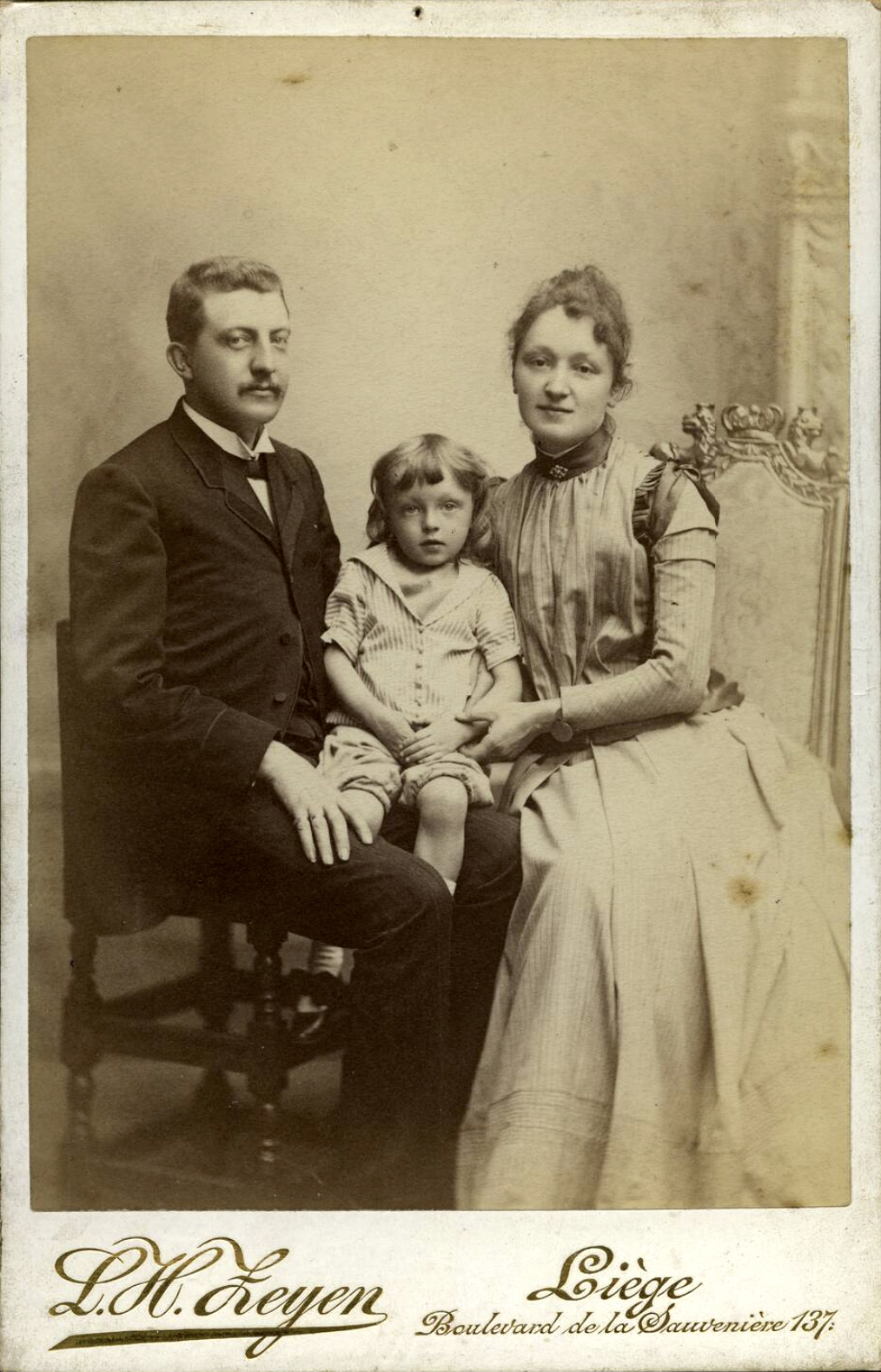
Mme, M. Voncken et leur fils, 1882-1904 (tirage photographique monochrome ; 16,8 × 10,8 cm).
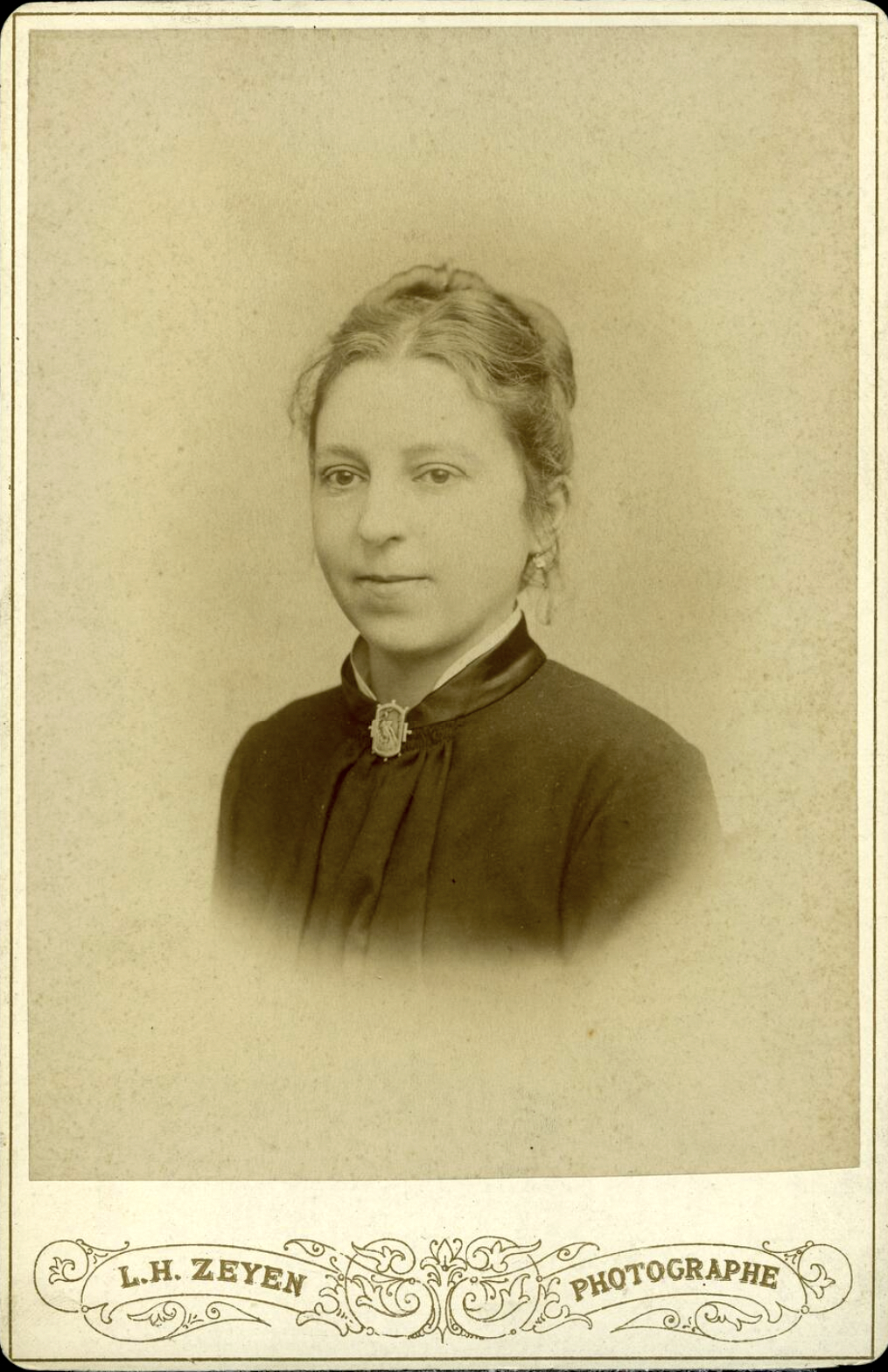
Portrait de l'artiste Pauline Jamar, 1882-1904 (tirage photographique noir et blanc ; 16,5 × 10,7 cm).
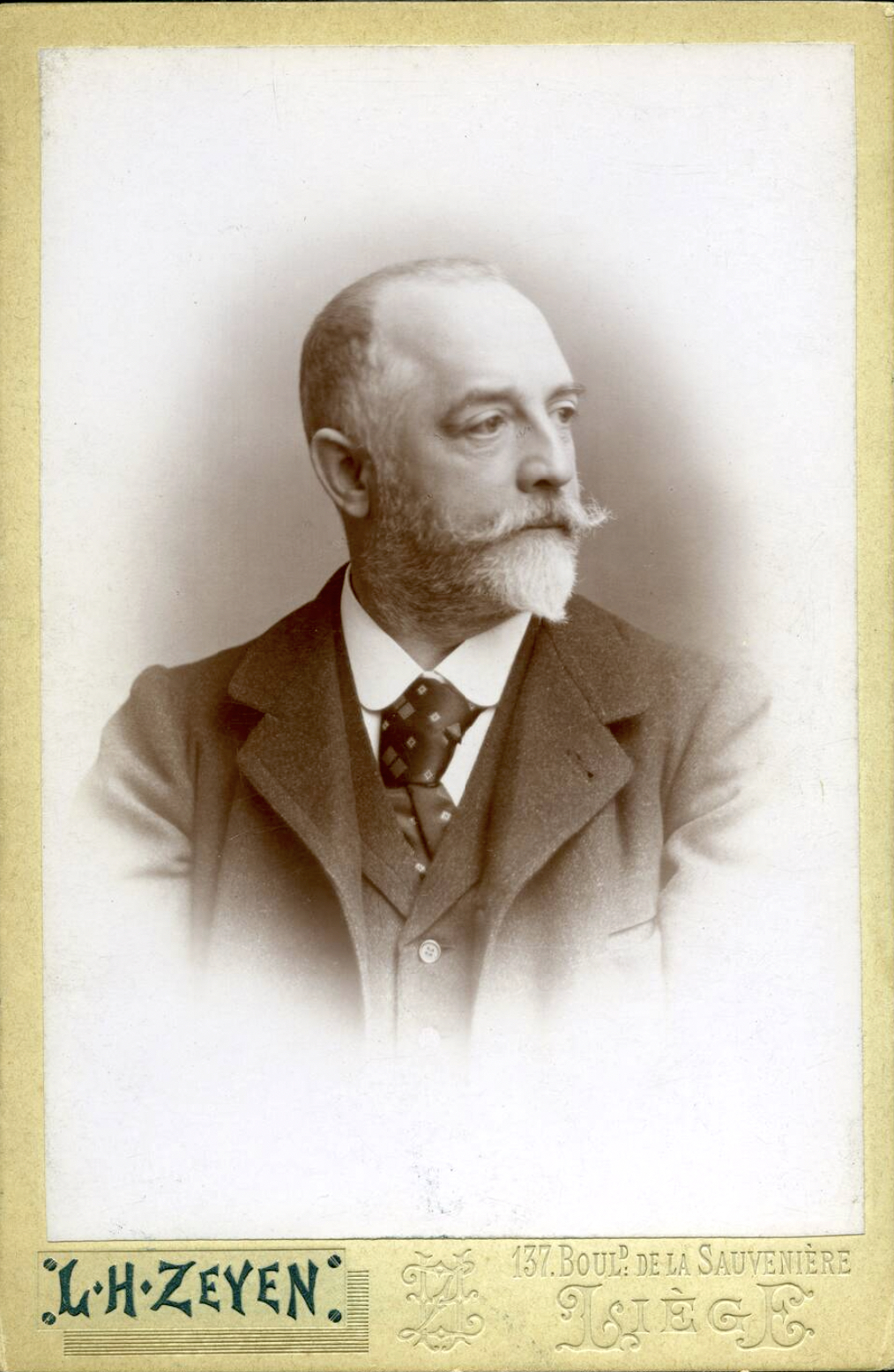
Portrait d'Édouard Brahy-Prost, 1900 (tirage argentique monochrome ; 16,4 × 10,7 cm).
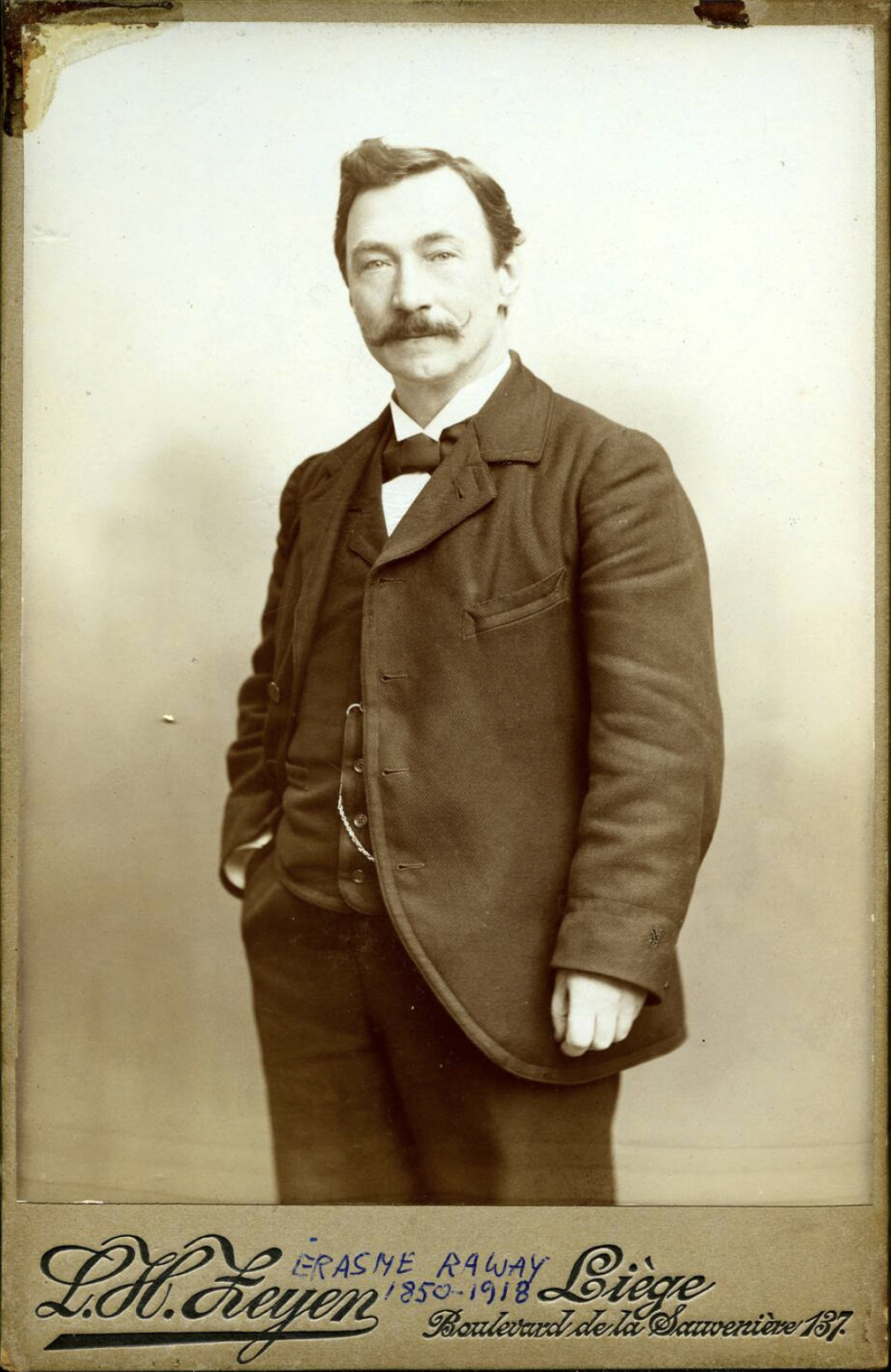
Portrait du compositeur Érasme Raway, 1901 (tirage photographique noir et blanc ; 16,3 × 10,5 cm).

#### Sélection de portraits conservés à la maison de la métallurgie et de l'industrie

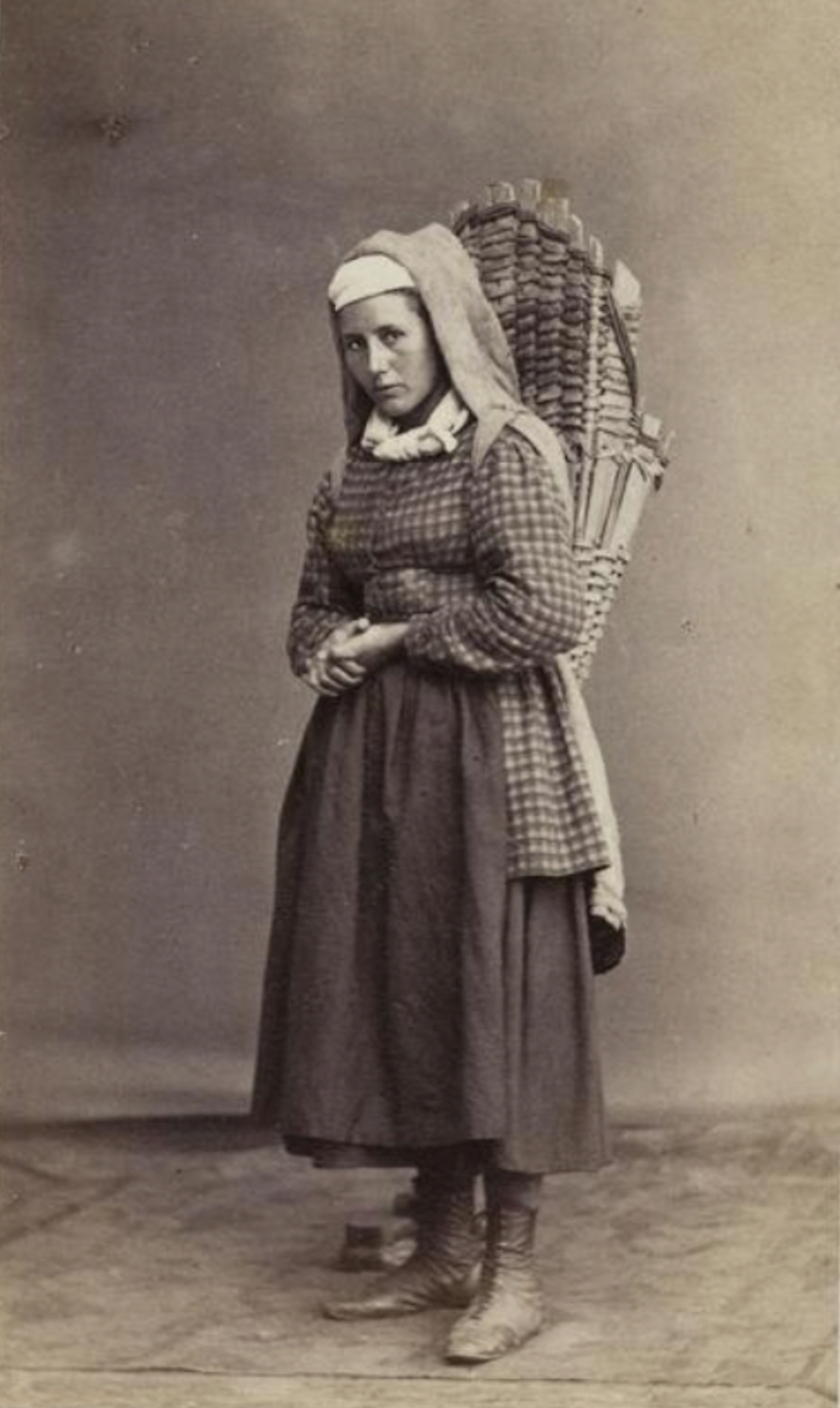
Philomène Boulanger, botteresse sur le site de Valentin-Cocq, 1868 (épreuve photographique sur papier ; 9 × 6 cm).
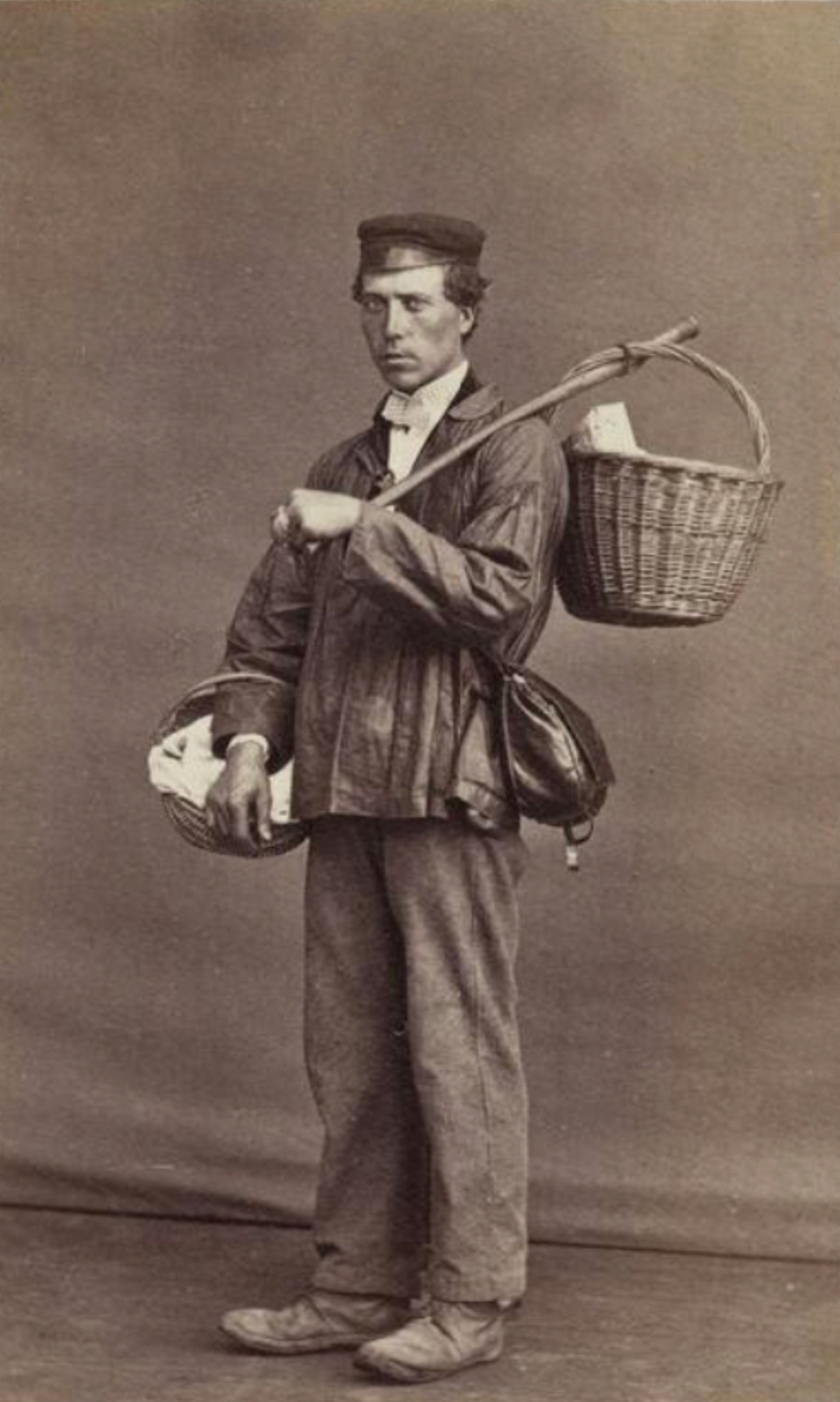
Henri Ledouble, messager et commissionnaire sur le site de Valentin-Cocq, 1868 (épreuve photographique sur papier ; 9 × 6 cm).
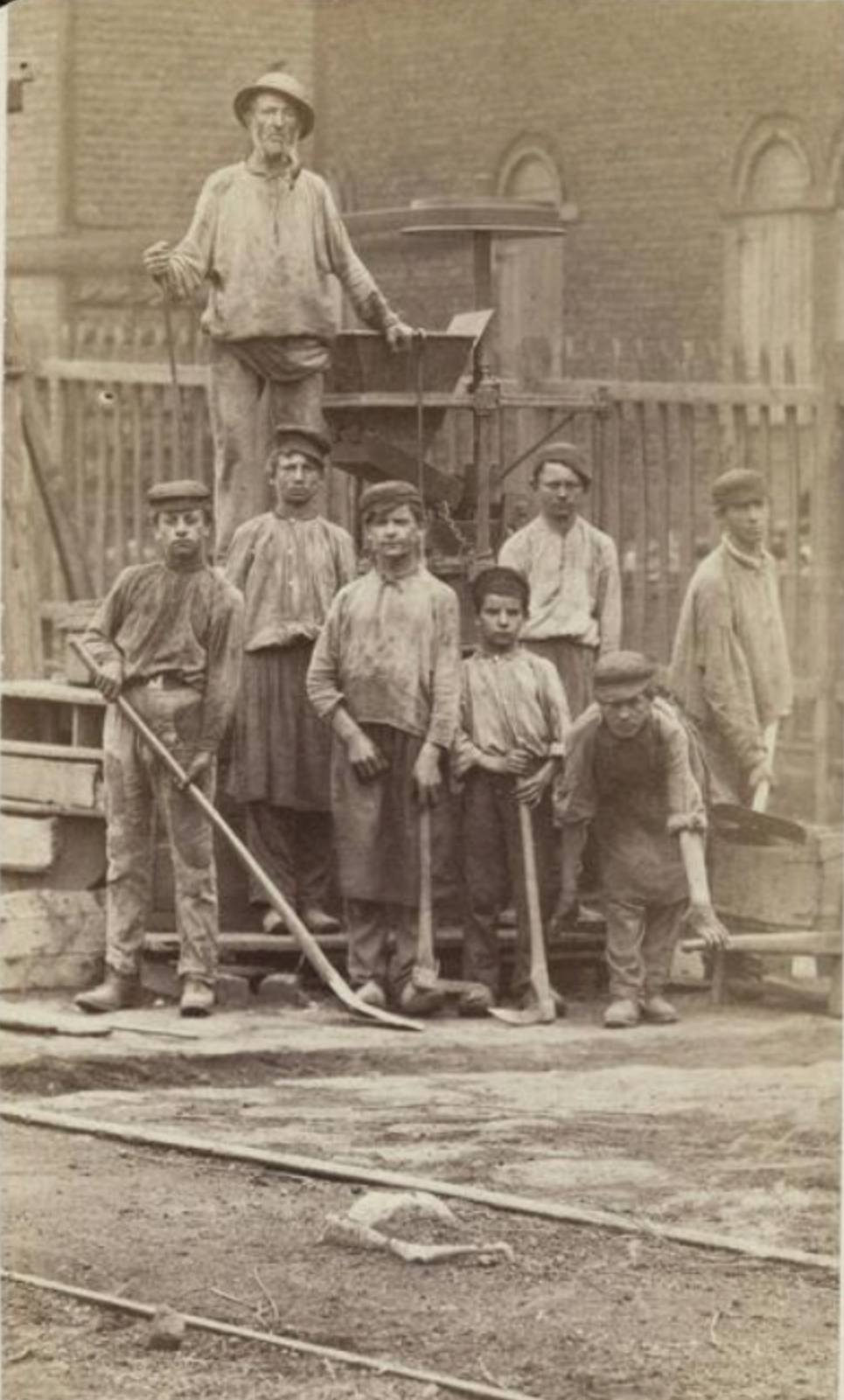
Groupe d'ouvriers (broyeurs), 1868 (épreuve photographique sur papier ; 9 × 6 cm).
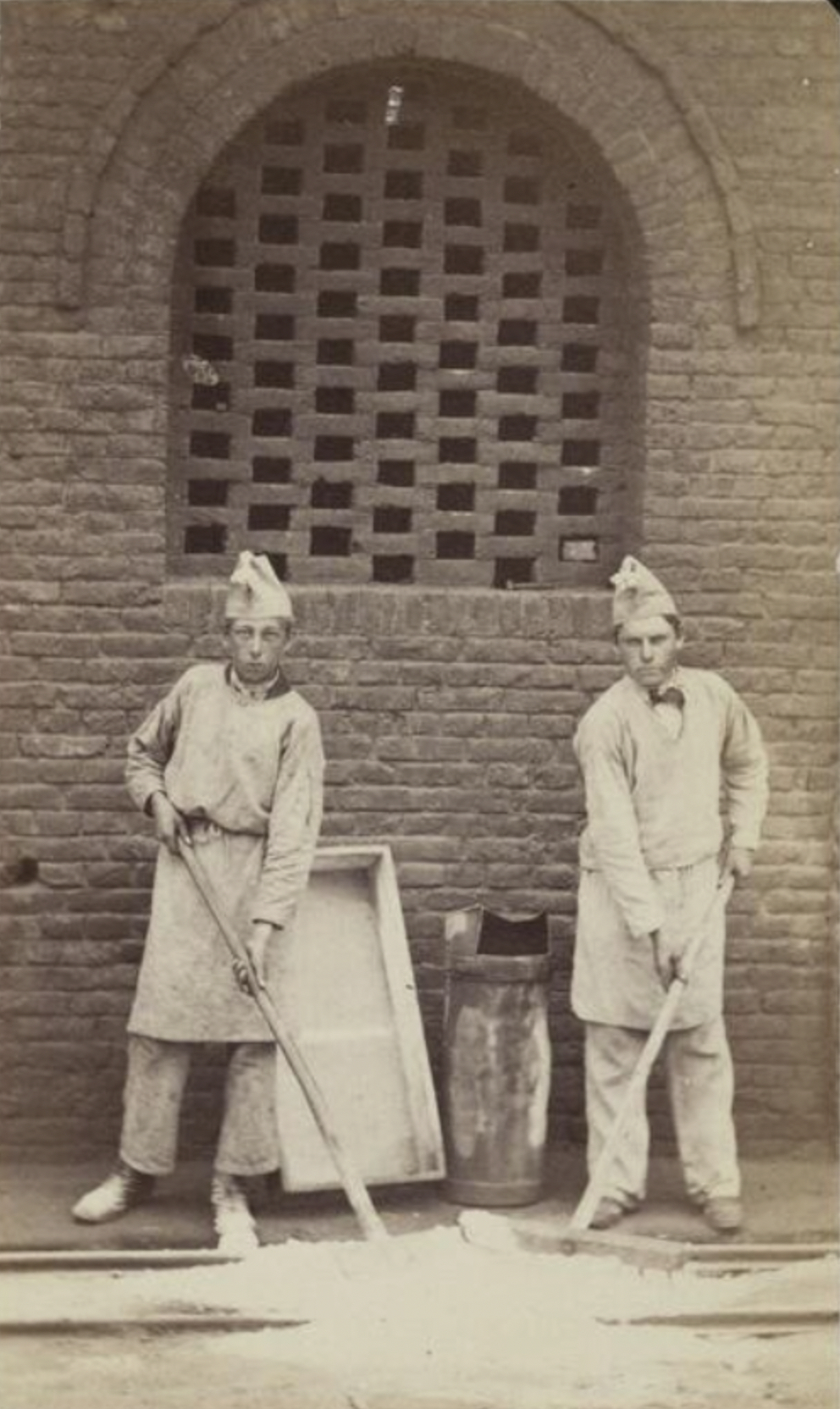
Groupe d'ouvriers (Cie Chaufournière de l'Ouest), 1868 (épreuve photographique sur papier ; 9 × 6 cm).
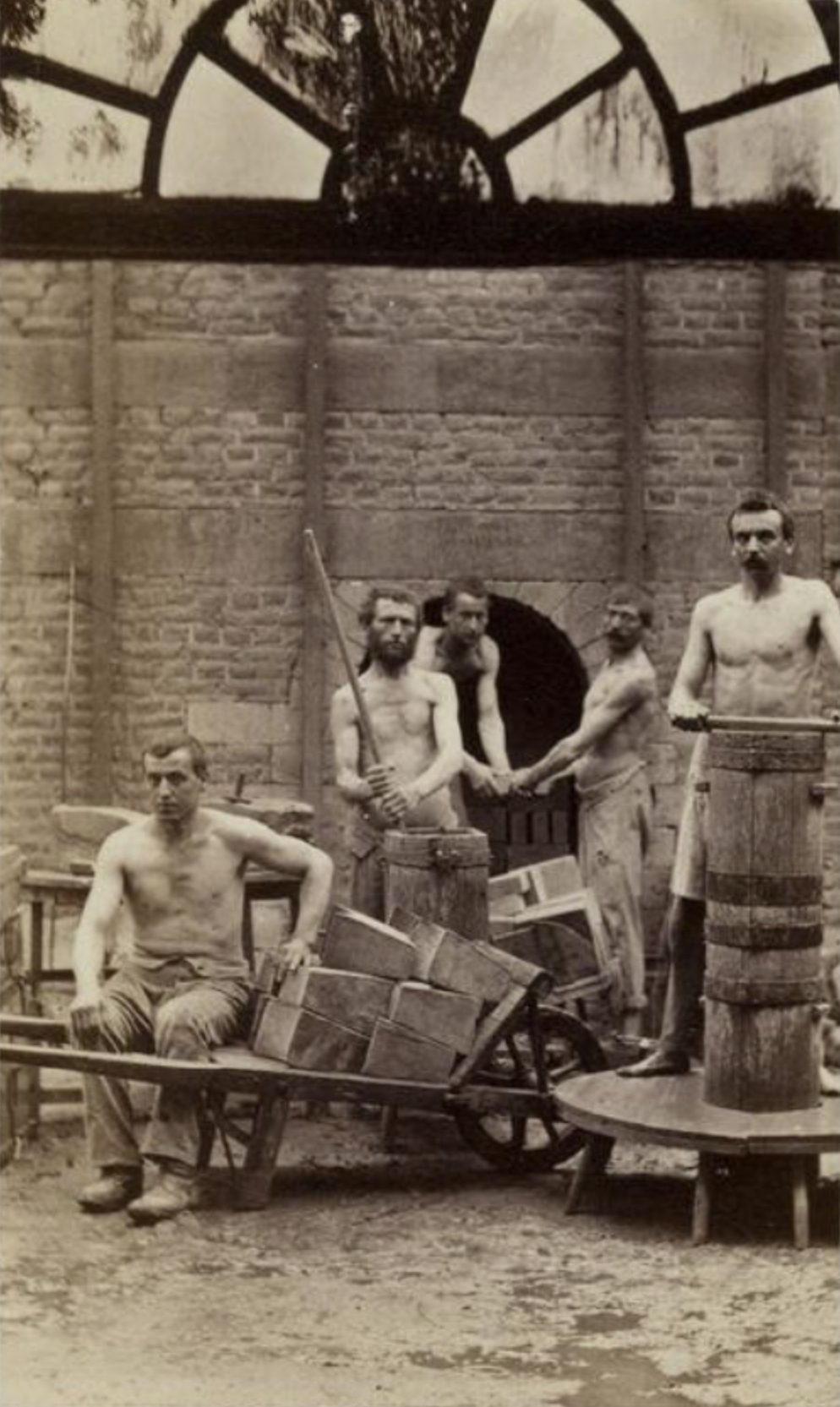
Groupe d'ouvriers (produits réfractaires), 1868 (épreuve photographique sur papier ; 9 × 6 cm).
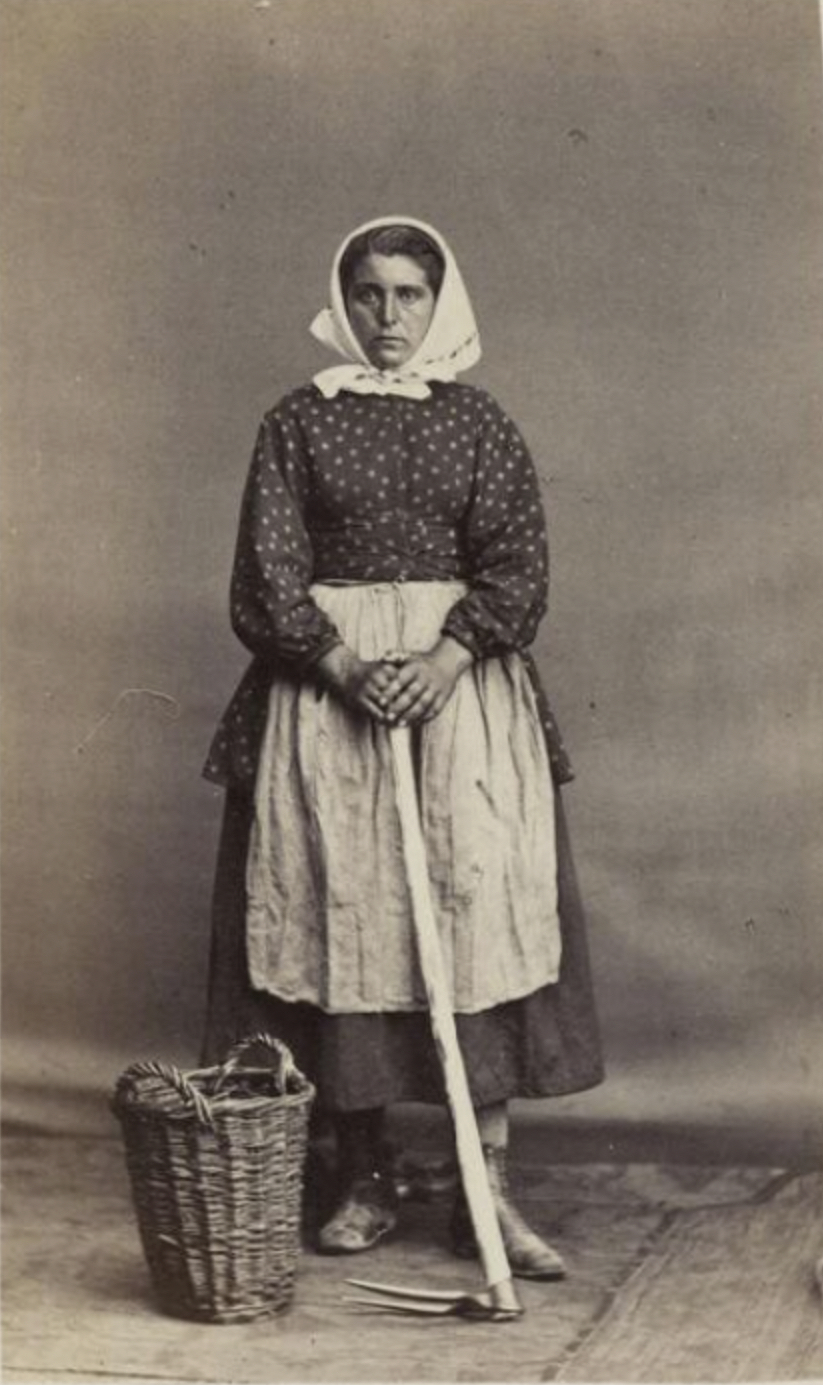
Catherine Strel, ouvrière sur le site de Baldaz-Lalore (charbonnage), 1868 (épreuve photographique sur papier ; 9 × 6 cm).
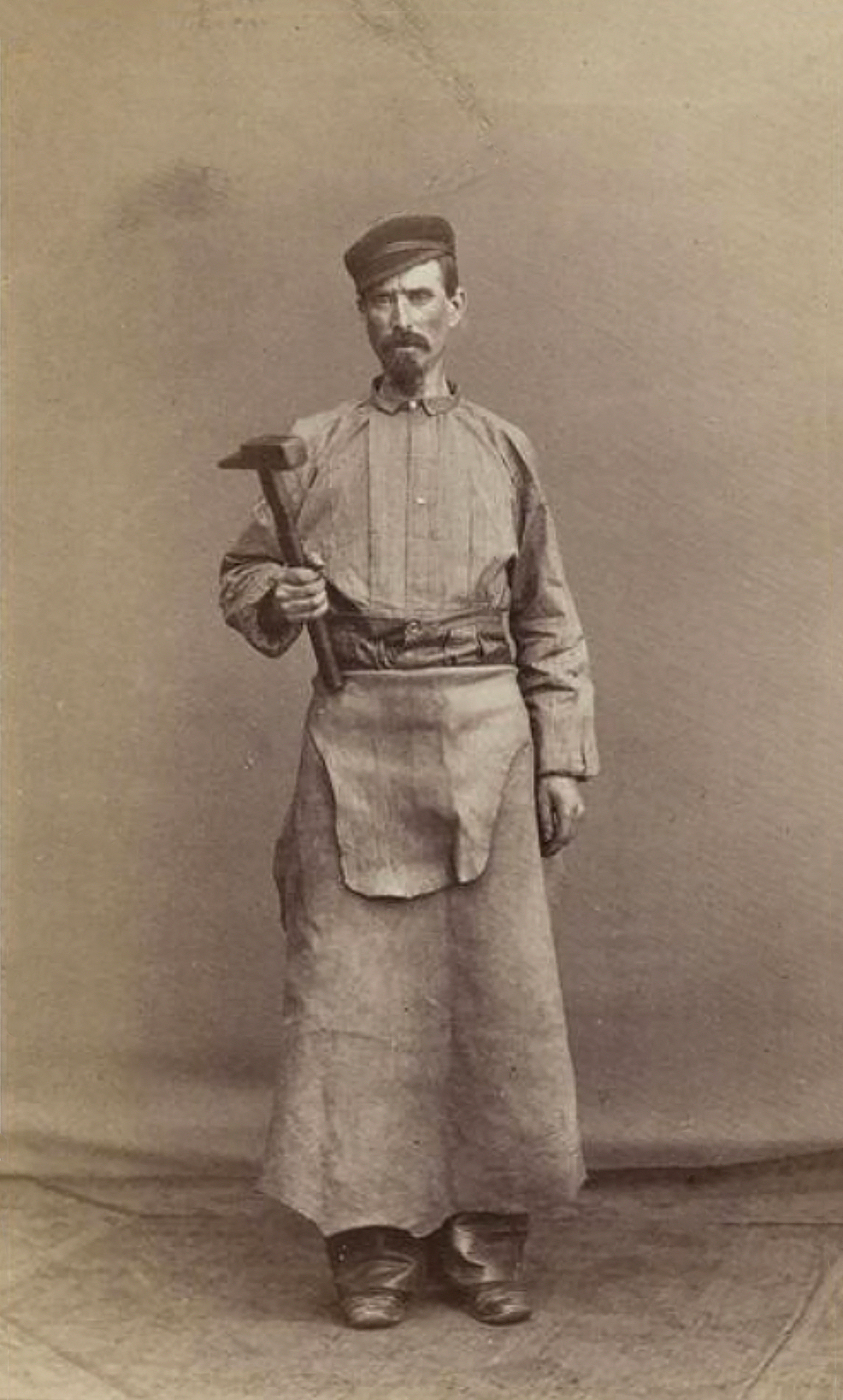
Auguste Wildrianne, forgeron sur le site de Valentin-Cocq, 1868 (épreuve photographique sur papier ; 9 × 6 cm).

## Prix et récompenses
- 1876 : Mention honorable à l'Exposition internationale de Paris, pour ses portraits inaltérables au charbon[140].
- 1885 : Médaille d'argent à l'Exposition universelle d'Anvers[141],[142].
- 1888 : Médaille en or avec distinction au Grand concours international des sciences et de l'industrie de Bruxelles[134].
- 1892 : Médaille d'argent à l'Exposition internationale de Photographie de Paris[68].